# Wien Hauptbahnhof

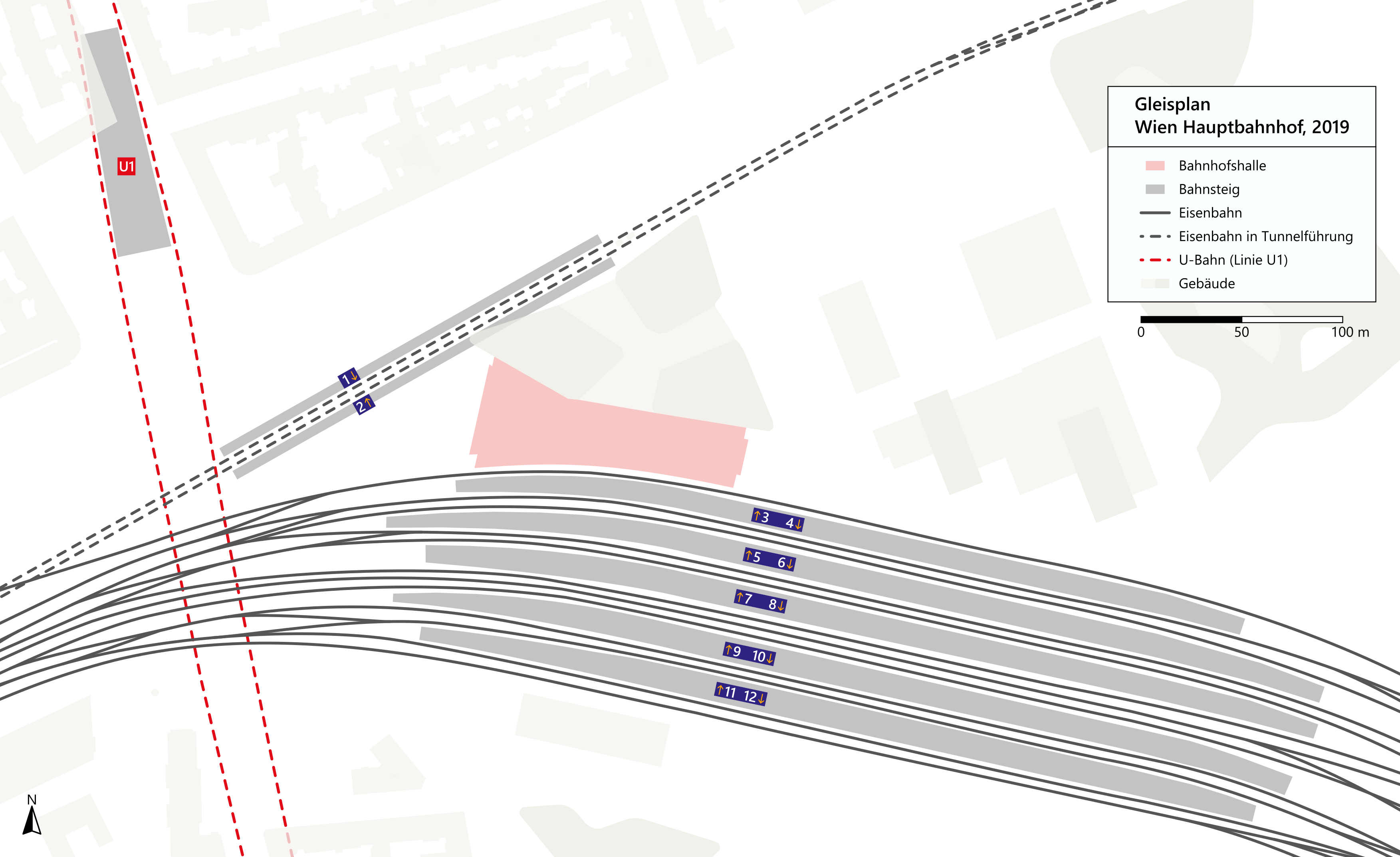
Bahnsteige und Gleise des Wiener Hauptbahnhofs

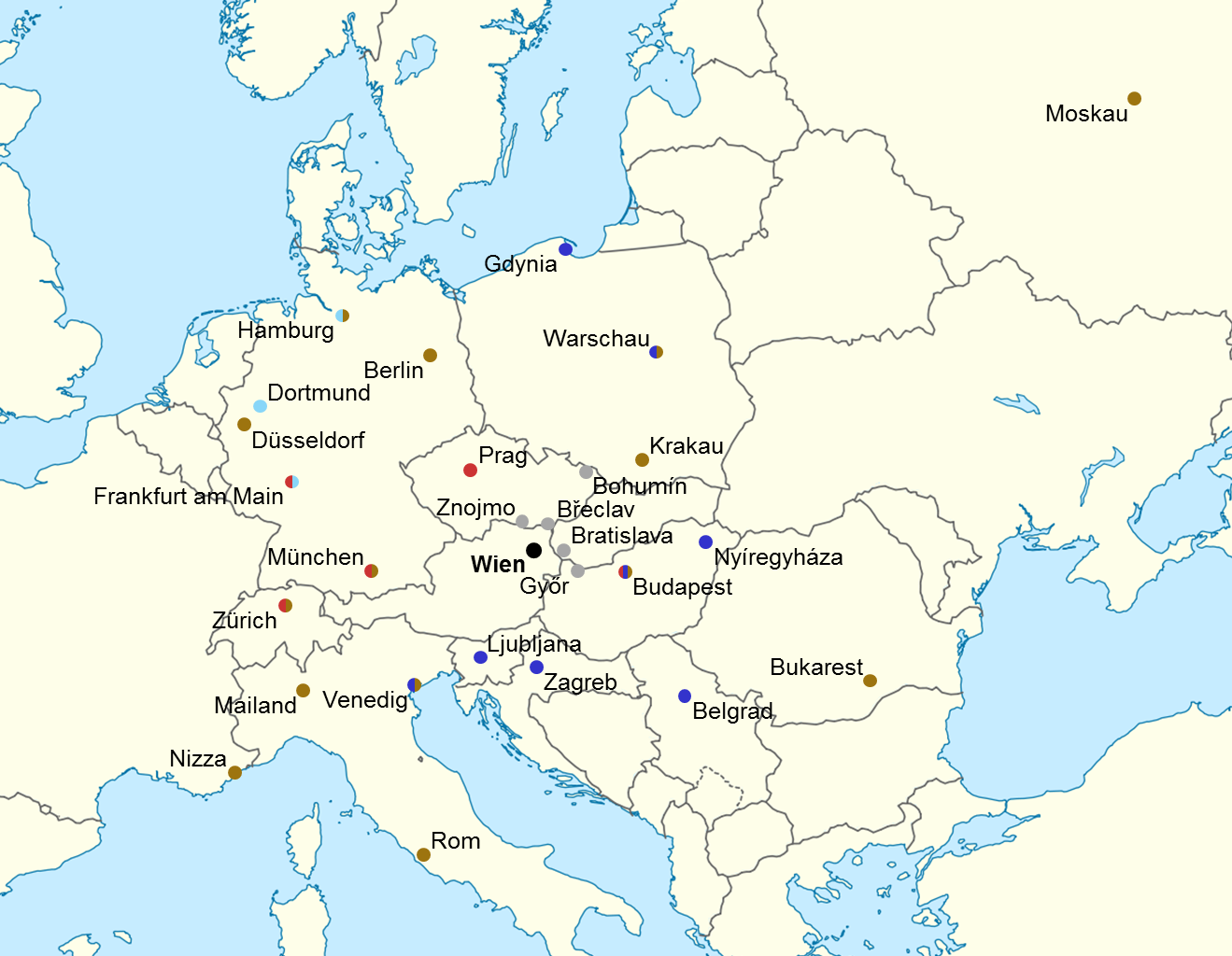
Internationale Endbahnhöfe ab Wien Hauptbahnhof:
RJ
ICE
EC
NJ/EN
R/REX

Wien Hauptbahnhof ist ein im 10. Gemeindebezirk Wiens beim Südtiroler Platz gelegener Bahnhof, der die Süd-, Ost- und Laaer Ostbahn auf dem Areal des ehemaligen Südbahnhofs verknüpft. Da die Westbahn über den Lainzer Tunnel angebunden ist und Züge der Nordbahn über die Laaer Ostbahn zum Hauptbahnhof geführt werden können, kann der Bahnhof den Fernverkehr in alle Richtungen abwickeln.
Die Inbetriebnahme erfolgte, dem Baufortschritt entsprechend, in mehreren Etappen. Der erste Teil wurde am 9. Dezember 2012 eröffnet. Mit Fahrplanwechsel Dezember 2013 und Dezember 2014 wurden jeweils zusätzliche Verbindungen zum Hauptbahnhof geführt. Die offizielle Eröffnung des Hauptbahnhofes und der BahnhofCity erfolgte am 10. Oktober 2014.
Seit der Vollinbetriebnahme am 13. Dezember 2015 fahren alle durch Wien verkehrenden ÖBB-Fernverkehrszüge den Hauptbahnhof an; sämtliche Funktionen des Bahnhofs sind in Betrieb. Wien erhielt damit zum ersten Mal in der Geschichte der Stadt einen Hauptbahnhof.
Täglich wird der Wiener Hauptbahnhof von rund 1.070 Zügen angefahren und von 268.000 Fahrgästen genützt. Damit ist er der meistfrequentierte Fernbahnhof Österreichs.

## Geschichte

### Planung
Überlegungen für einen Zentralbahnhof in Wien gehen bis in die 1870er Jahre zurück, meist mit den Planungen für die Wiener Stadtbahn verbunden. Weitergehende Projekte aus den Jahren 1960 bis 1990 wurden verworfen. Mit der Zeit kristallisierte sich der Standort des Südbahnhofs als Standort für einen Hauptbahnhof heraus.
Das konkrete Vorhaben wurde im Juni 1995 von Planungsstadtrat Hannes Swoboda und ÖBB-Generaldirektor Helmut Draxler der Öffentlichkeit vorgestellt. Ein Schweizer Architekturbüro hatte zuvor den Gestaltungswettbewerb gewonnen. Das Konzept sah eine unterirdische Nahverkehrsetage mit vier Bahnsteigkanten und einen oberirdischen Bereich mit sechs Bahnsteigkanten für den Fernverkehr vor.
Als erste Baustufe war für drei Milliarden Schilling (etwa 210 Millionen Euro) ein unterirdischer viergleisiger Durchgangsbahnhof für die S-Bahn vorgesehen. Für weitere 2,5 Milliarden Schilling (etwa 180 Millionen Euro) sollte darüber später ein sechsgleisiger oberirdischer Fernbahnhof entstehen. Daneben wurden verschiedene ergänzende Maßnahmen im Eisenbahnknoten Wien als notwendig erachtet, deren Kosten nicht beziffert wurden.
1995 wurde ein Expertenverfahren für einen neuen Zentralbahnhof eingeleitet. Das Siegerprojekt des Architekten Theo Hotz scheiterte zunächst unter anderem an hohen Kosten.
2003 unterzeichneten Bund, Stadt Wien und ÖBB eine Absichtserklärung, das Projekt Durchgangsbahnhof Wien gemeinsam zu realisieren. Zur Gestaltung des geplanten neuen Stadtteils wurde 2004 ein internationales Expertenverfahren für den Masterplan Stadtteil Wien Südbahnhof ausgeschrieben. Der daraus hervorgehende Masterplan Bahnhof Wien – Europa Mitte (zeitweise trug das Projekt diesen Namen) wurde vom Wiener Gemeinderat einstimmig beschlossen. Er sah ein Bauvolumen von rund einer Million Quadratmeter Bruttogeschoßfläche vor, darunter 550.000 m² Büroflächen. 5.000 Wohnungen für 13.000 Menschen sollten ebenso entstehen wie 8 Hektar Park.
Das Projekt war als Vorhaben 8/9 in dem im Oktober 2003 vorgelegten Masterplan Verkehr 2003 der Stadt Wien enthalten. Die Realisierung war bis 2011 vorgesehen. Die damalige Planung war gegenüber vorherigen Planungen reduziert worden und sah noch zehn Bahnsteiggleise vor, davon zwei für den Stadtschnellbahnverkehr, sowie zwei bahnsteiglose Durchfahrgleise.
Dem ÖBB-Aufsichtsrat wurde das Projekt bei seiner Sitzung vom 12. Oktober 2006 zur Beschlussfassung vorgelegt. Die veranschlagten Gesamtkosten wurden dabei von zuvor 420 auf 660 Millionen Euro angehoben. Da das Finanzierungskonzept für die Mehrkosten fehlte, wurde keine Entscheidung getroffen. Da andererseits auch kein Beschluss gegen das Projekt gefasst wurde, sah der Vorsitzende des Aufsichtsgremiums, Martin Huber, die grundsätzliche Befürwortung seitens des Gremiums gegeben und ließ die Bauarbeiten beginnen. Die Stadt Wien schätzte die Gesamtkosten Ende 2006 auf 850 Millionen Euro.
Ende 2007 wurden für das gesamte Projekt die notwendigen behördlichen Genehmigungen beantragt. 2008 waren alle Genehmigungsverfahren abgeschlossen.
Von 2005 bis 2017 war Judith Engel Bauingenieurin und Projektleiterin für Planung und Bau vom Hauptbahnhof Wien (inklusive High-Tech-Stützpunkt Matzleinsdorf und S-Bahn-Stationen).

### Konzept

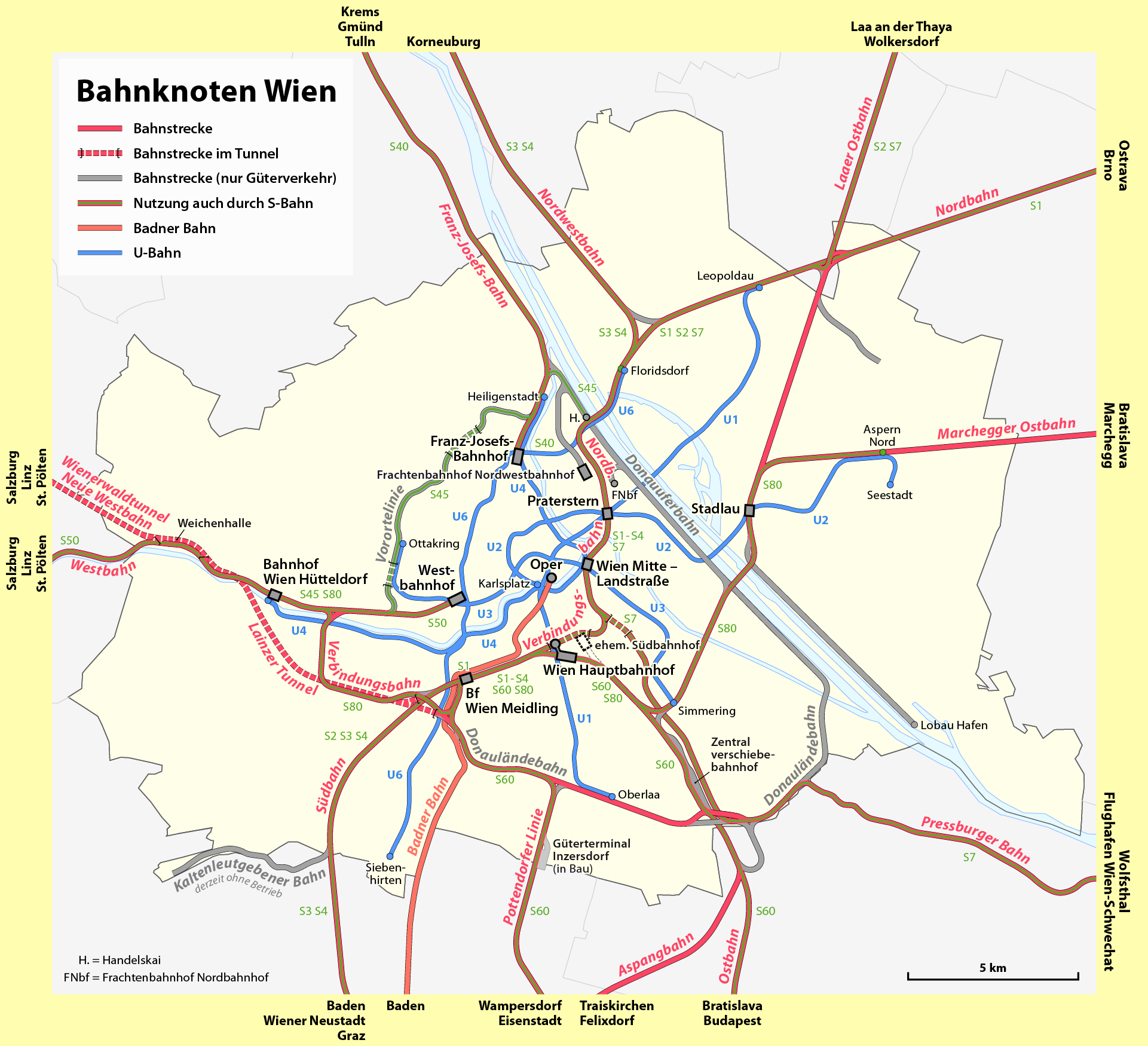
Lage des Hauptbahnhofs im Eisenbahnnetz von Wien

Anstelle der zwei durch ein gemeinsames Aufnahmsgebäude verbundenen, annähernd rechtwinklig zueinander stehenden Kopfbahnhöfe des so bis 2009 betriebenen Süd- und Ostbahnhofs wurde ein in der Diagonale der beiden Hauptstrecken situierter Durchgangsbahnhof gebaut. Somit können Fernzüge von der Westbahn nach Ungarn und zum Flughafen Wien weitergeführt werden, ebenso wie Züge von der Südbahn nach Tschechien und in die Slowakei.
Dadurch sollte Reisenden eine Reisezeitverkürzung von rund 40 Minuten ermöglicht werden. Im für den Richtungsbetrieb ausgelegten Hauptbahnhof sollen alle Fernverkehrszüge sowie die Regionalzüge – außer jener der Westbahn und der Franz-Josefs-Bahn – zusammengeführt werden.
Der Bahnhof sollte als Taktknoten für Österreich dienen, wobei Fernzüge zur vollen und halben Stunde Anschlüsse in den Achsen Nord-Süd, West-Ost und zum Flughafen bieten. Das Wenden von Zügen soll entfallen, Leerfahrten sollen reduziert werden. Durch die Reduktion von Fahrstraßenkonflikten und die Verkürzung von Fahrzeiten soll die Kapazität gegenüber den bisherigen Anlagen erhöht und der Flächenbedarf reduziert werden. Für internationale Fernzüge ist eine Haltezeit von drei Minuten vorgesehen.
Die zehn Bahnsteigkanten des oberirdischen Teils des Hauptbahnhofs ersetzen 18 Bahnsteigkanten des letzten Südbahnhofs. Die Wartungs- und Serviceeinrichtungen wurden an einem Standort konzentriert. Die Gesamtlänge der Gleise sowie die Anzahl der Weichen für die gesamte Anlage (einschließlich Wartungsareal) ging um etwa 30 Prozent zurück.
Mit Vollinbetriebnahme sollten auf den Gleisen 3 bis 12 insgesamt 309 täglich verkehrende Planzüge verkehren, weitere rund 200 nur an bestimmten Tagen oder saisonal. Daneben sind Leerzug-, Lokomotiv- und Güterzugfahrten durch den Hauptbahnhof vorgesehen. Im Jahr 2024 nutzten 124.146 Menschen in 1.128 Zügen pro Tag den Bahnhof. Für das Jahr 2025 werden, laut einer Prognose aus 2008, pro Tag etwa 150.000 Fahrgäste und Besucher erwartet.

### Bau
Insgesamt fielen seit 2009 rund 1.020.000 m³ Aushub- und 830.000 m³ Schüttmaterial an. Auf 20.000 Laufmetern Bohrpfählen wurde 370.000 m² Schalung aufgebaut, in die 285.000 m³ Beton gefüllt und mit 38.000 Tonnen Bewehrungsstahl verarbeitet wurden.

#### Vorarbeiten

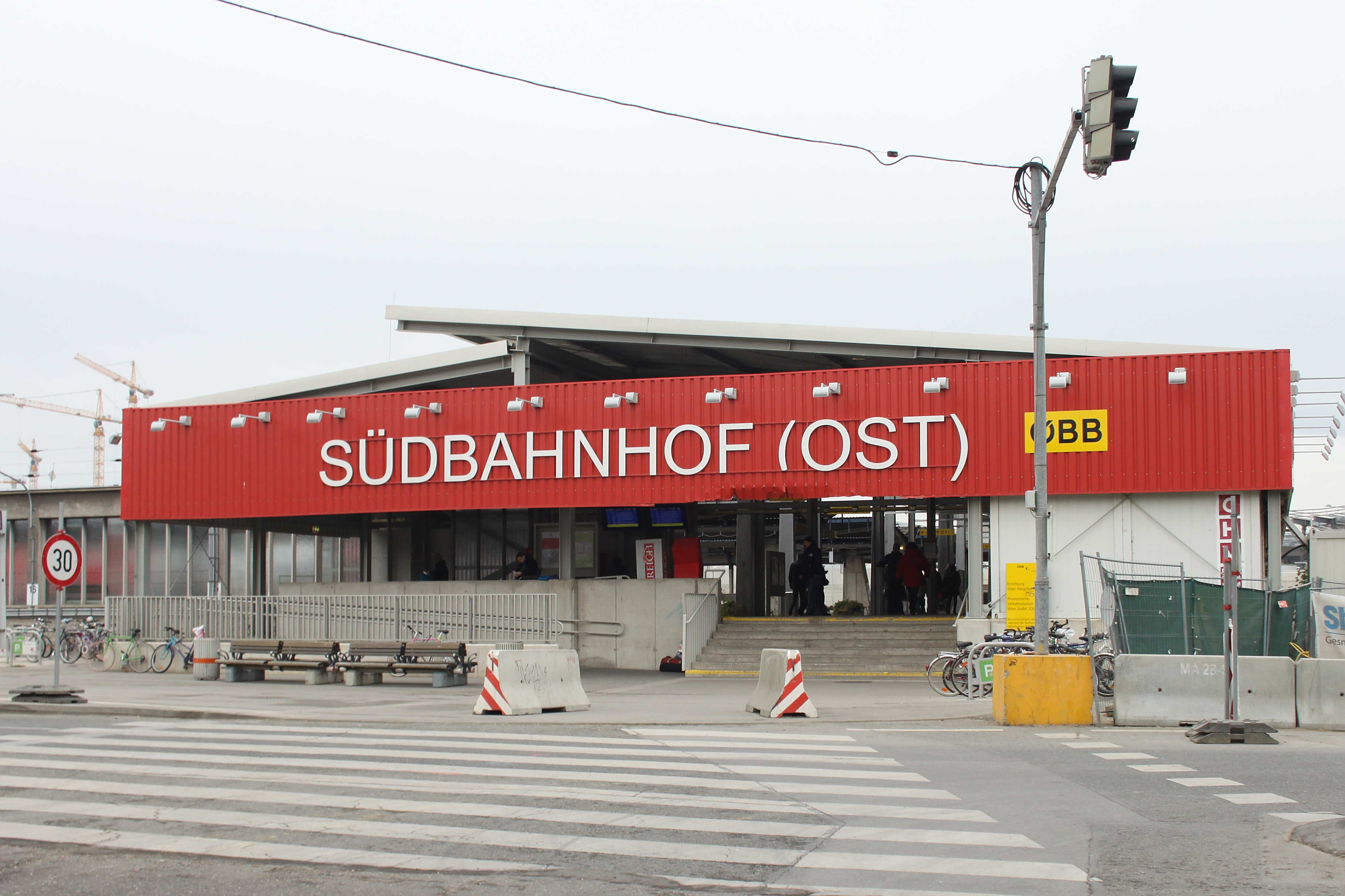
Die provisorische Station Südbahnhof (Ost) war von Dezember 2009 bis Dezember 2012 in Betrieb und wurde danach abgetragen

Der Flächenwidmungs- und Bebauungsplan für das laufende Projekt mit einer Gesamtfläche von 109 Hektar wurde 2006 vom Wiener Gemeinderat im Einvernehmen mit den Österreichischen Bundesbahnen als Bauherr des Bahnhofes und Grundbesitzer beschlossen. Weiters startete 2006 die Einreichphase und die strategische Umweltprüfung. Der Spatenstich für die Vorarbeiten sowie für den Umbau der bestehenden großteils unterirdischen Verkehrsstation Südtiroler Platz erfolgte 2007.
Der 12. Dezember 2009 war der letzte Betriebstag des Südbahnhofs für die Südbahn, am 13. Dezember 2009 wurden die alte Aufnahmshalle sowie die Bahnsteig- und Gleisanlagen des Südbahnhofes geschlossen und anschließend abgetragen. Züge der Südbahn verkehrten dann nur bis zum Bahnhof Wien Meidling. Die Bahnsteige der Ostseite wurden um ca. 150 Meter verkürzt, und auf Höhe der Schweizer-Garten-Straße wurde ein (inzwischen wieder entfernter) provisorischer Bahnhof mit dem Namen Wien Südbahnhof (Ostbahn) errichtet. Nahverkehrszüge der Ostbahn fuhren bis 8. Dezember 2012 dieses Provisorium an, Fernverkehrszüge wurden mit Halt in Meidling zum Westbahnhof geführt oder nach Wiener Neustadt (Südbahn) verlängert. Die unterirdische S-Bahn-Haltestelle Wien Südbahnhof blieb in Betrieb; sie erhielt statt der Zugänge aus dem Südbahnhof neue Zugänge aus dem Schweizergarten, Ecke Arsenalstraße, und wurde am 9. Dezember 2012 in Wien Quartier Belvedere umbenannt. Auch die Haltestellen der Straßenbahnlinien O und 18 wurden dorthin verlegt.

#### Hauptbauphase

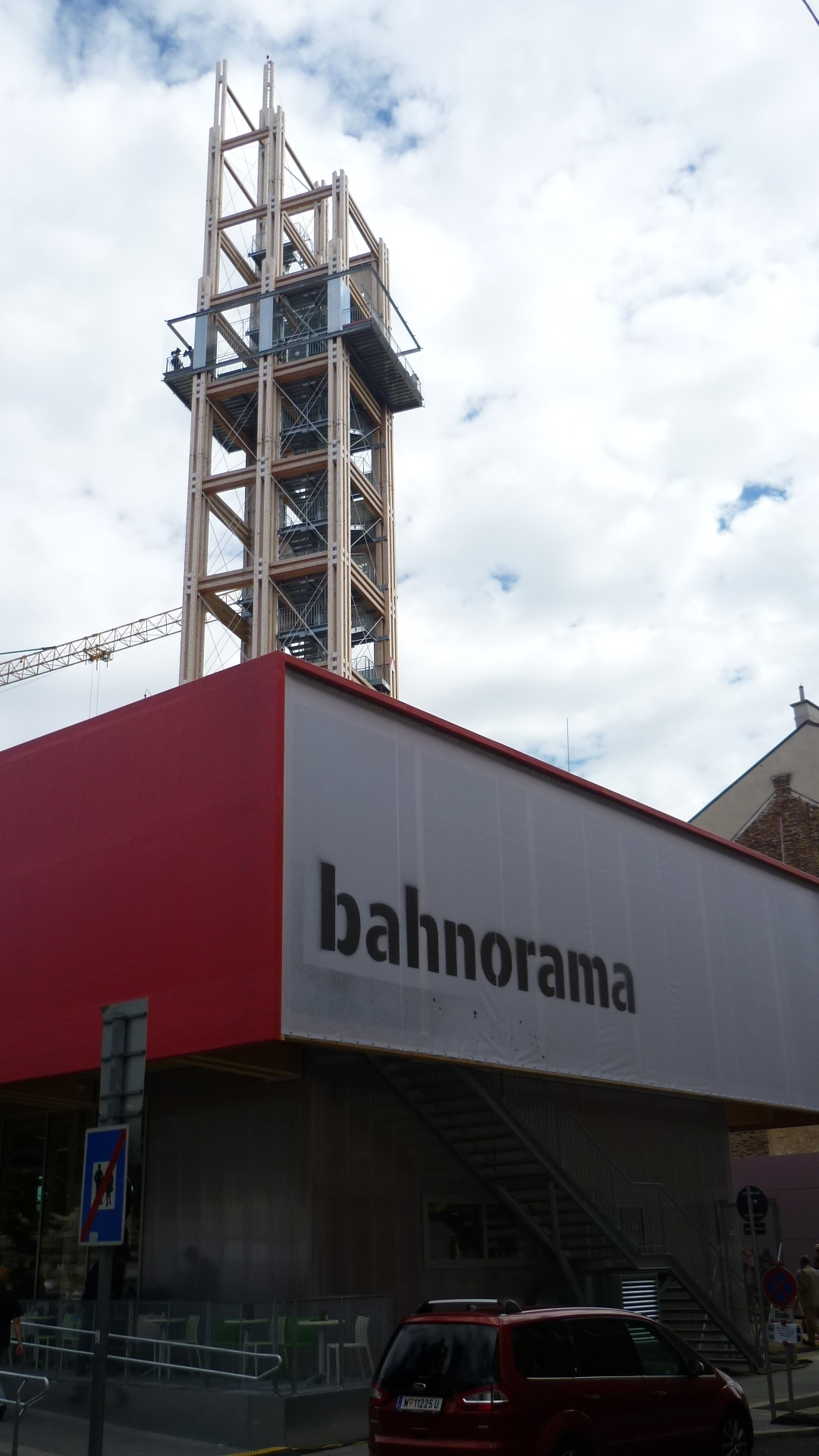
Das von 2010 bis 2014 für Besucher zugängliche Bahnorama beherbergte auch eine Ausstellung zum Projekt

Die Hauptbauphase des Bahnhofs begann im Frühjahr 2010. Möglichkeit zur Information über das Projekt Hauptbahnhof Wien, über den aktuellen Baufortschritt und den Überblick über das gesamte zu bebauende Areal bot das Infozentrum Bahnorama, ein 66,72 Meter hoher, 150 Tonnen schwerer Aussichtsturm, errichtet aus 160 Kubikmeter österreichischem Fichtenholz. Ab 19. August 2010 bis zur Schließung per Ende 2014 war das Infozentrum öffentlich zugänglich (10., Favoritenstraße 51). Von der Turmplattform in 40 Meter Höhe konnten der neue Bahnhof, die beiderseits des Bahnhofs in Bau befindlichen neuen Stadtteile und die bestehenden Begrenzungen des Areals (Wiedner Gürtel, Schweizergarten, Arsenal, Gudrunstraße und Sonnwendgasse) betrachtet werden. Das Bahnorama wurde von mehr als 300.000 Besuchern frequentiert. Die Holzturmkonstruktion sollte ursprünglich 2015 vom neuen Eigentümer abgetragen und an anderer Stelle wieder errichtet werden, musste letztlich jedoch im Jahr 2016 von der Stadt Wien nach mehreren erfolglosen Abrissbescheiden zwangsweise abgerissen werden.
2011 wurden die Tragwerke der ersten Sektion der Bahnsteigüberdachung errichtet und die Gleisbauarbeiten begonnen. Die rund 25.000 Quadratmeter große rautenförmige Dachkonstruktion überdeckt die Bahnsteige 3 bis 12. Im Frühjahr 2012 wurden die ersten drei Gleise fertiggestellt, die ab dem 6. August 2012 die zuvor eingerichtete provisorische Baustellendurchfahrt ersetzen. Am 9. Dezember 2012 erfolgte die Teilinbetriebnahme der oberirdischen Anlagen. Zeitgerecht wurde dafür der an die Sonnwendgasse anschließende südliche Bahnhofsvorplatz (der Am Hauptbahnhof benannt wurde) fertiggestellt.
Im Anschluss begannen die Arbeiten an sechs weiteren Bahnsteiggleisen, der Haupthalle nördlich der Gleise (beim Südtiroler Platz) und an den neuen Gleisanlagen samt Brücken im Bereich östlich des Hauptbahnhofes. Durch das aus betrieblichen Gründen bis Dezember 2012 nötig gewesene Bahnhofsprovisorium Südbahnhof (Ost) konnte erst nach dessen Abriss mit den Bauarbeiten begonnen werden. Ein wichtiges Projekt an der Ostseite stellte das Unterwerfungsbauwerk von der Südseite des Hauptbahnhofes zur Marchegger Ostbahn dar.

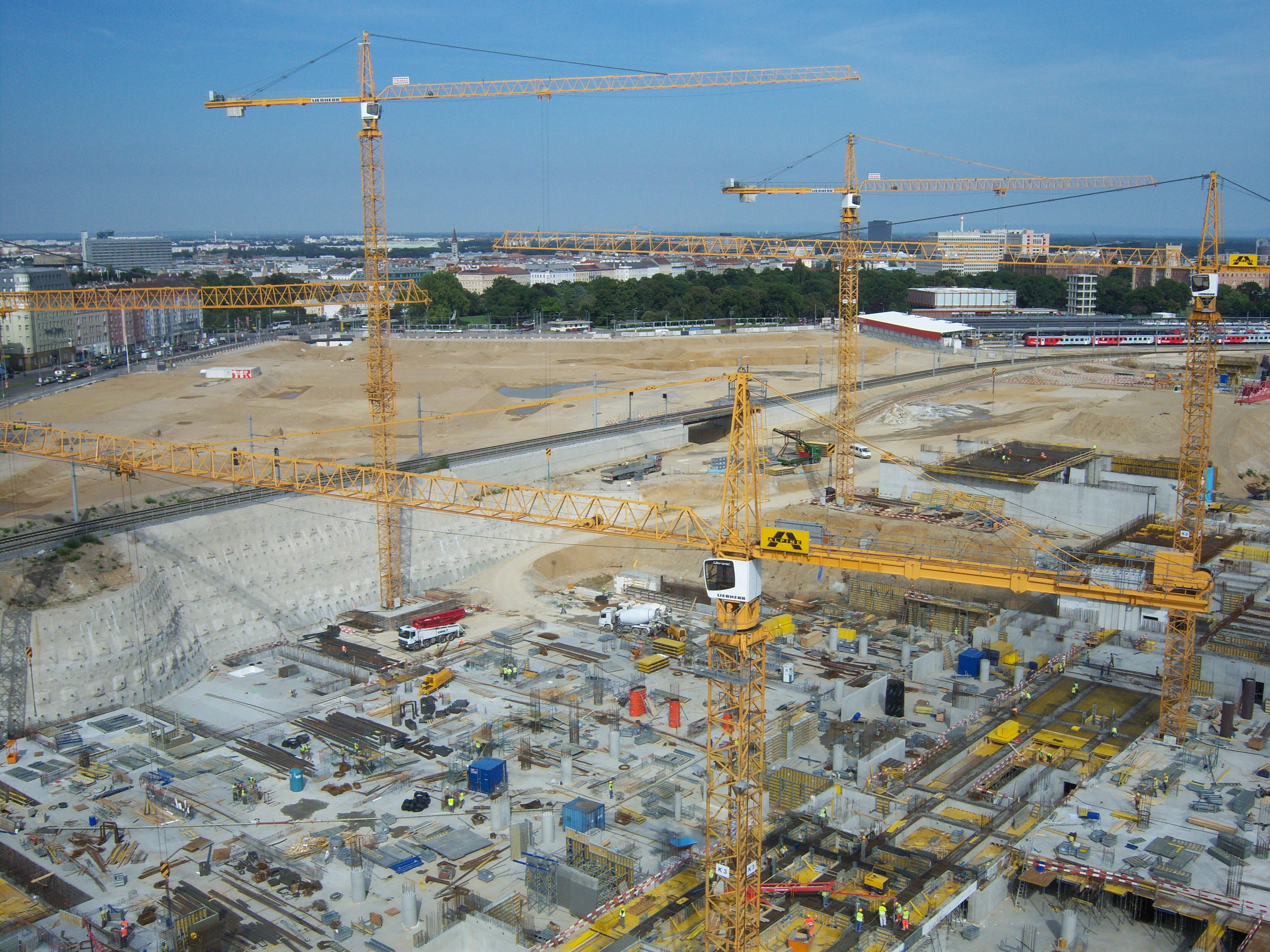
Blick auf das Baufeld im August 2010
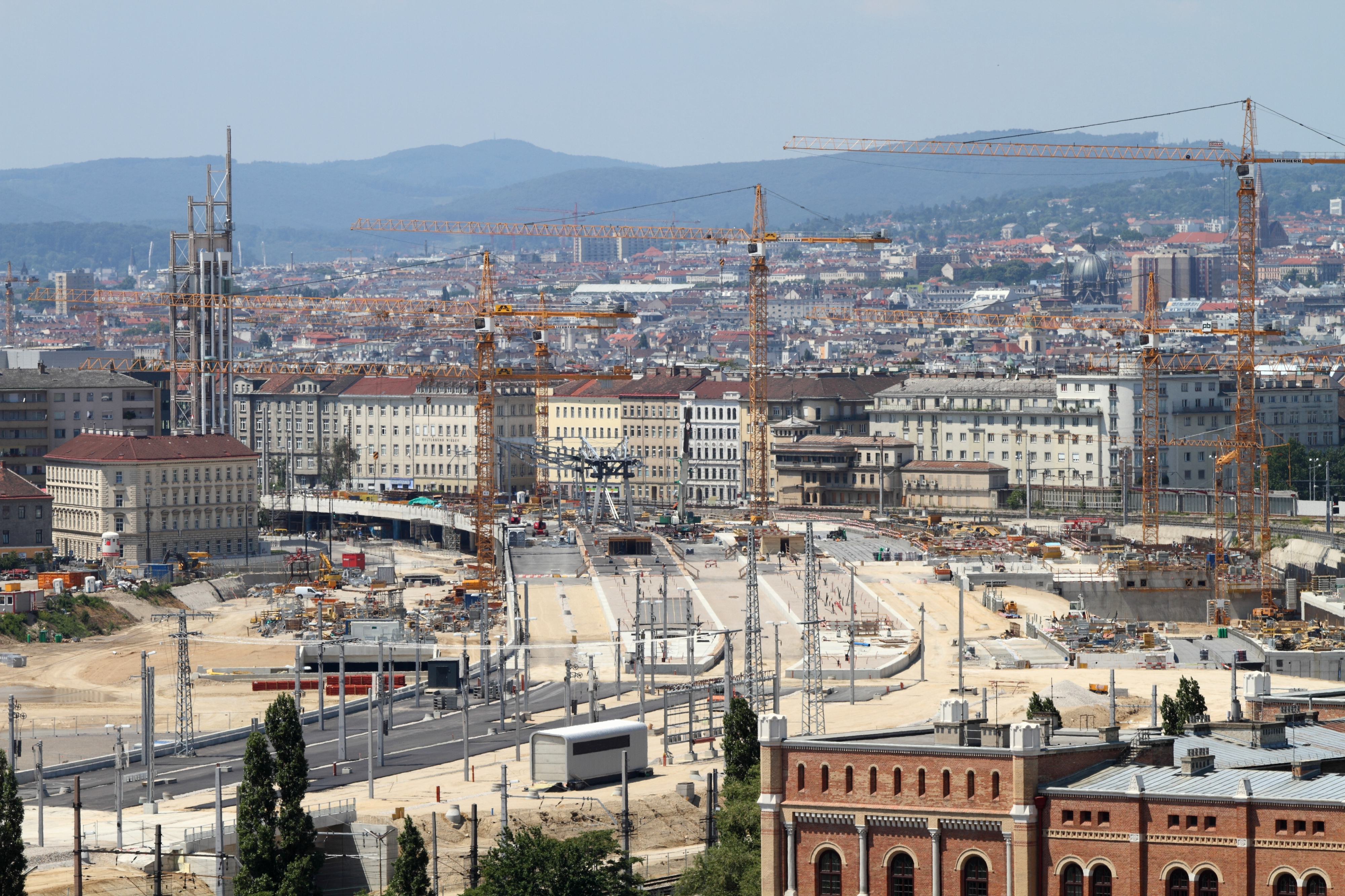
Im Juni 2011 wurde die erste Sektion der Bahnsteigüberdachung aufgebaut
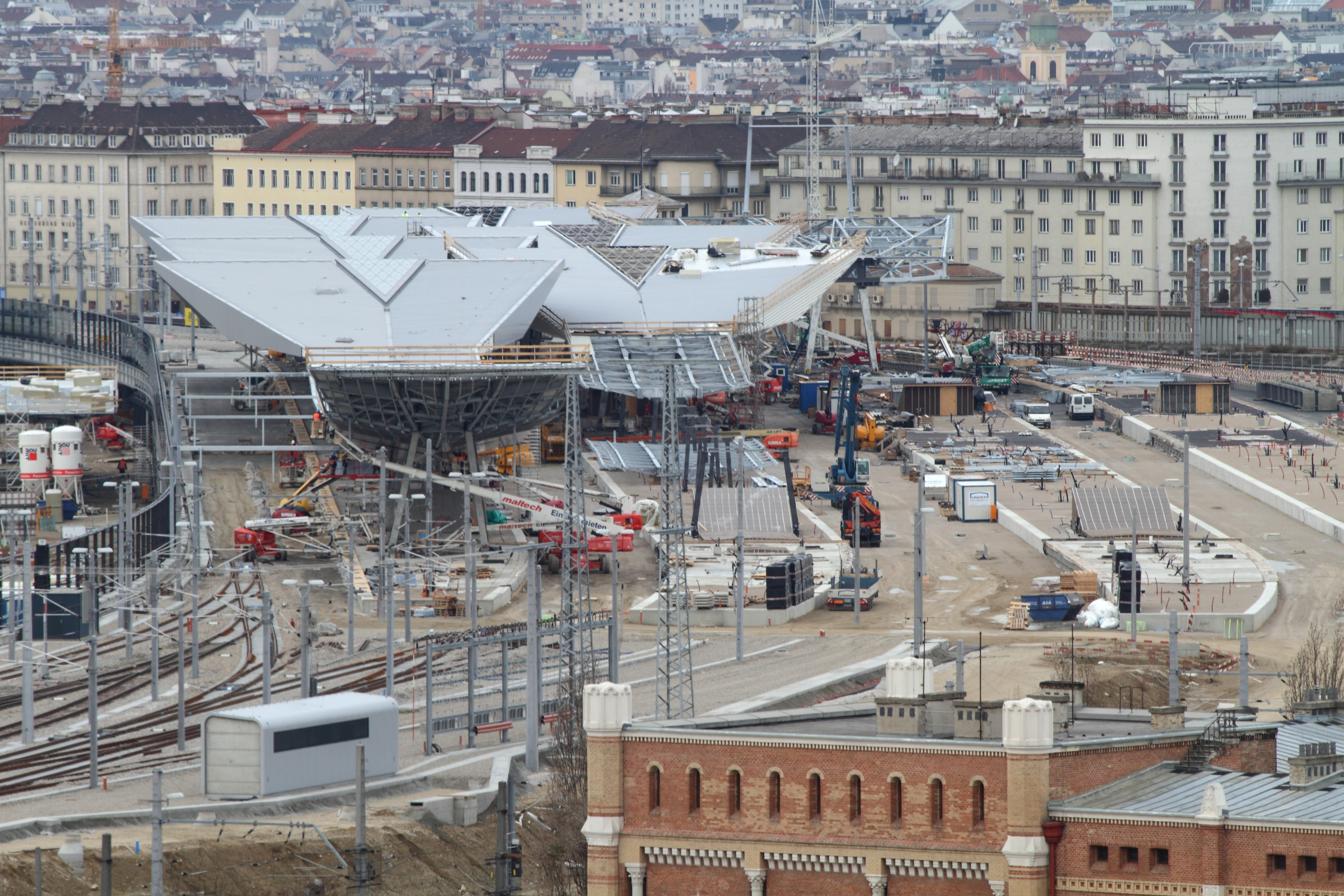
Baufortschritt im Jänner 2012
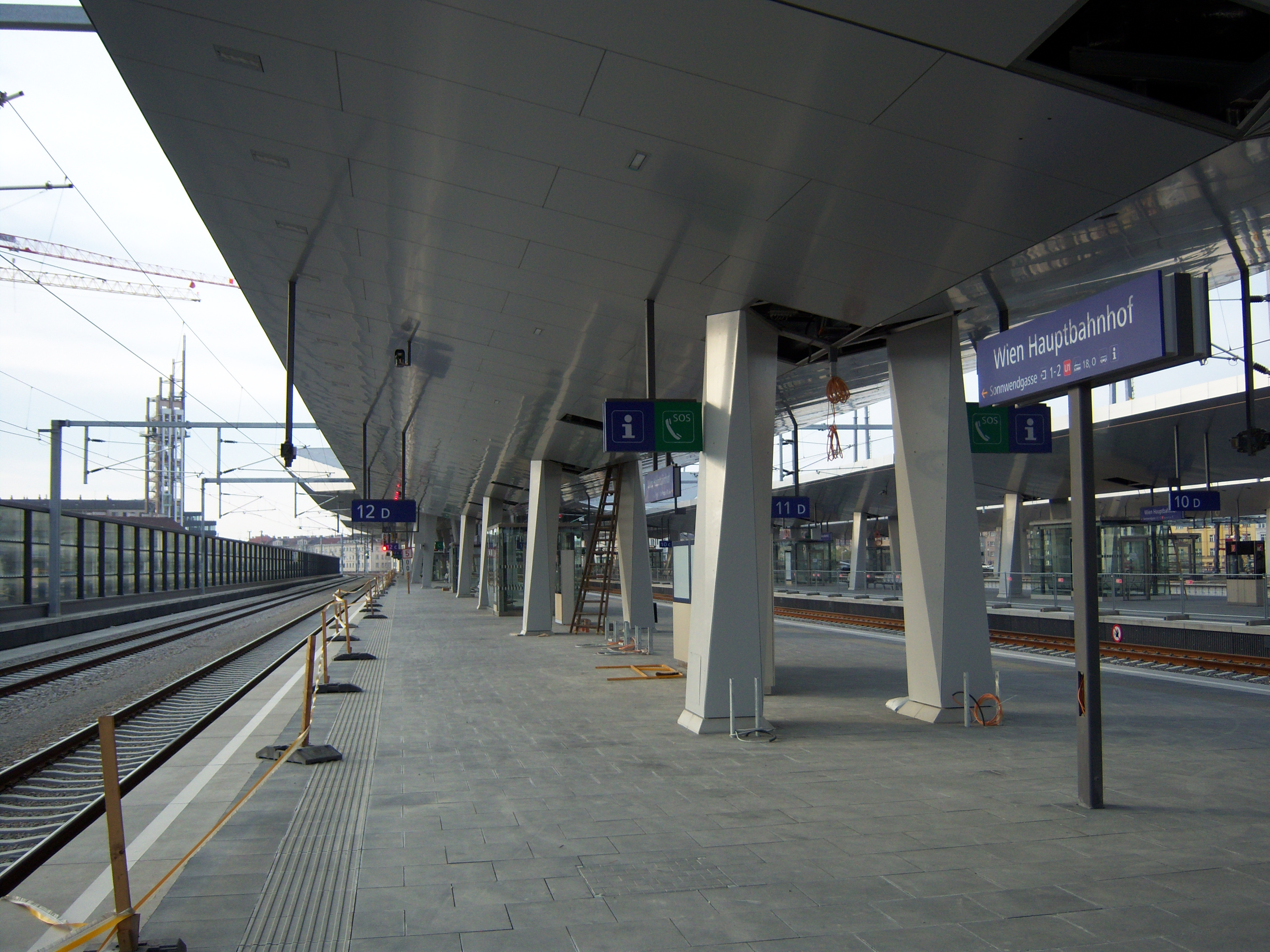
Bahnsteige 11 und 12 im November 2012

#### Fertigstellung

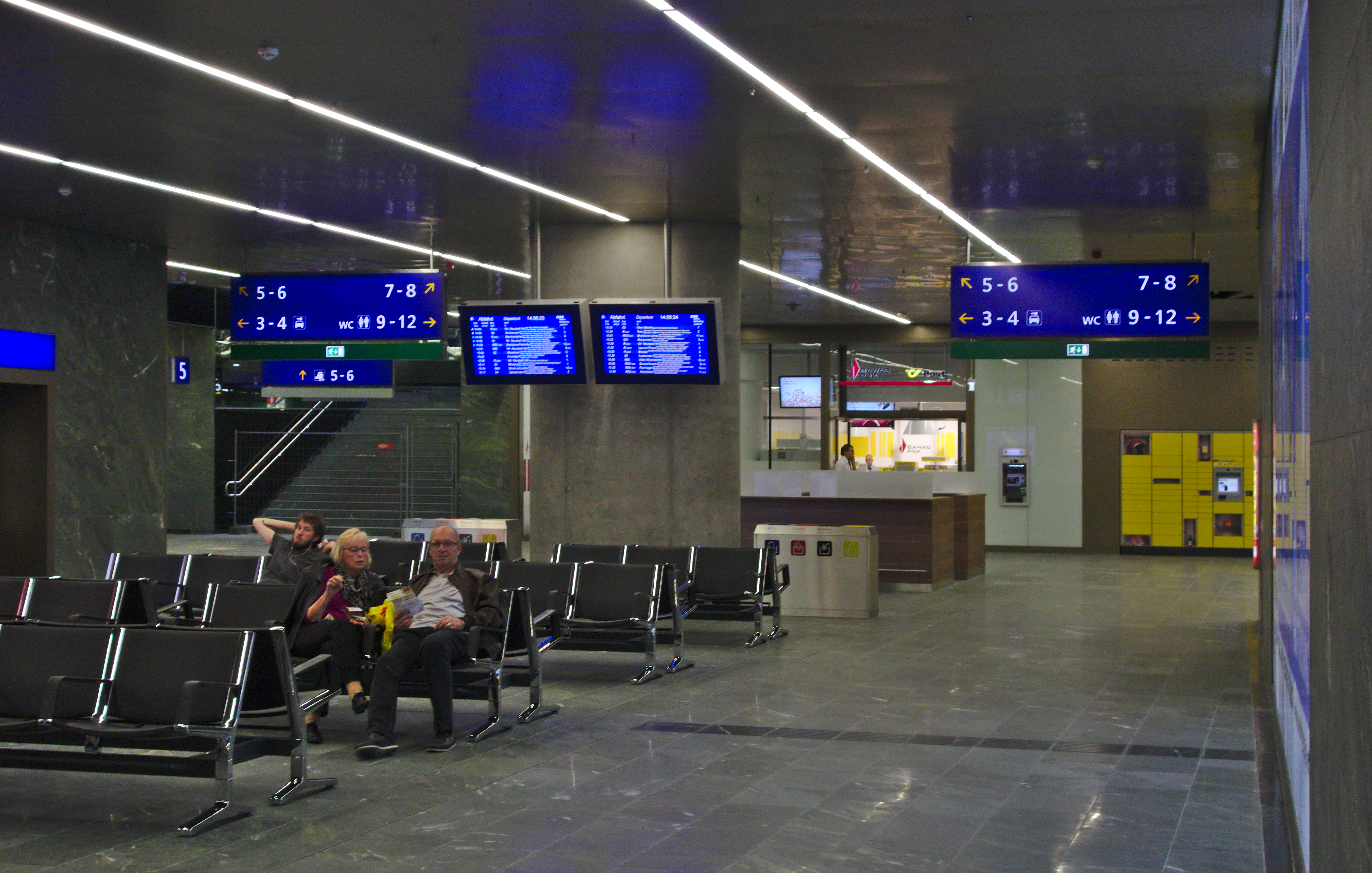
Wartebereich in der Passage unter den Bahnsteigen im Oktober 2014

Im Februar 2014 wurde die Dachgleiche der Haupthalle beim Südtiroler Platz gefeiert. Die Geschäftsflächen wurden im Oktober 2014, noch vor Beginn des Weihnachtsgeschäfts, an die Mieter übergeben. Bis Dezember 2015 wurden die Gleisanlagen an der Ostseite fertig gebaut und erreichten damit ihre volle Kapazität.

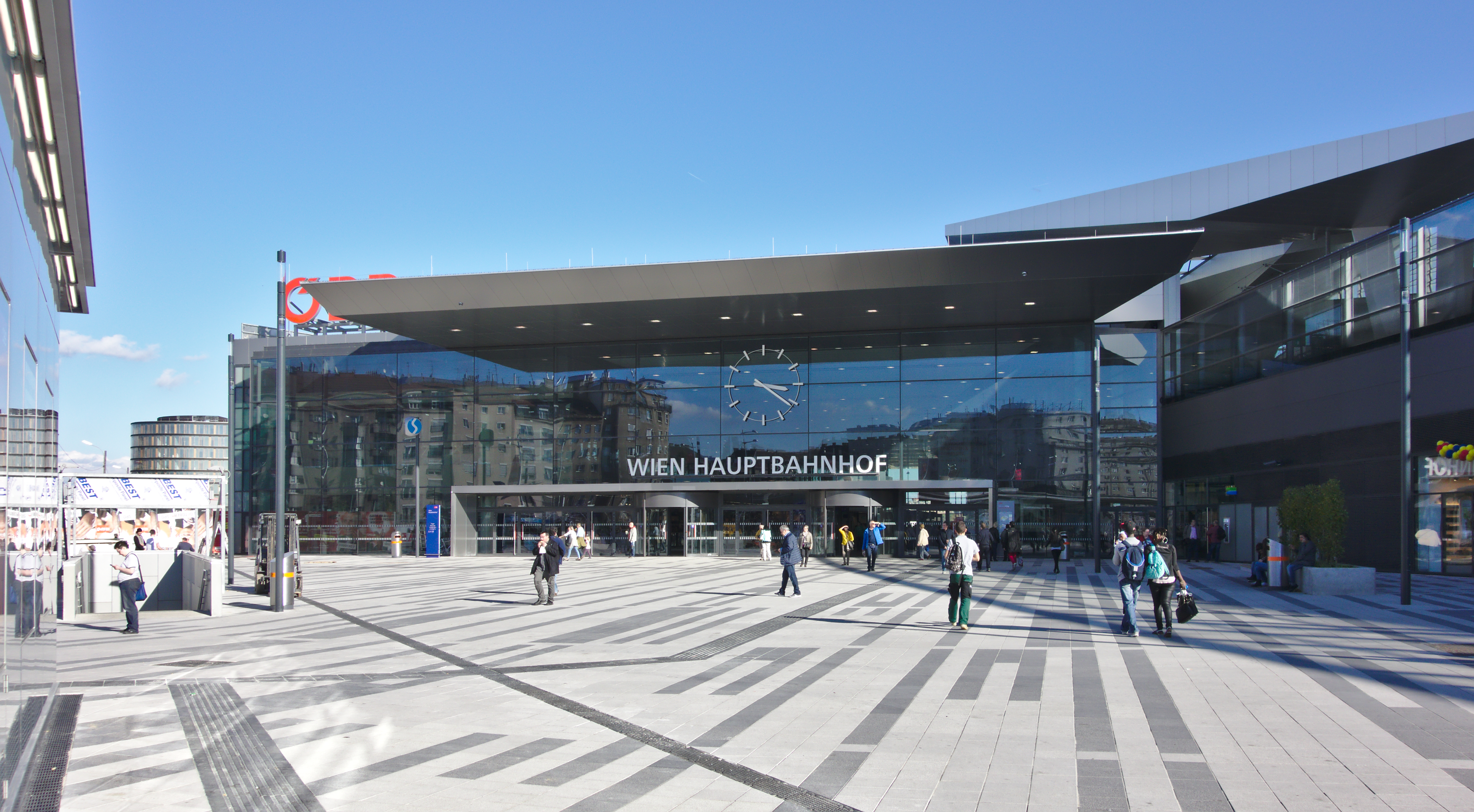
Vorplatz und Haupthalle beim Südtiroler Platz im Oktober 2014
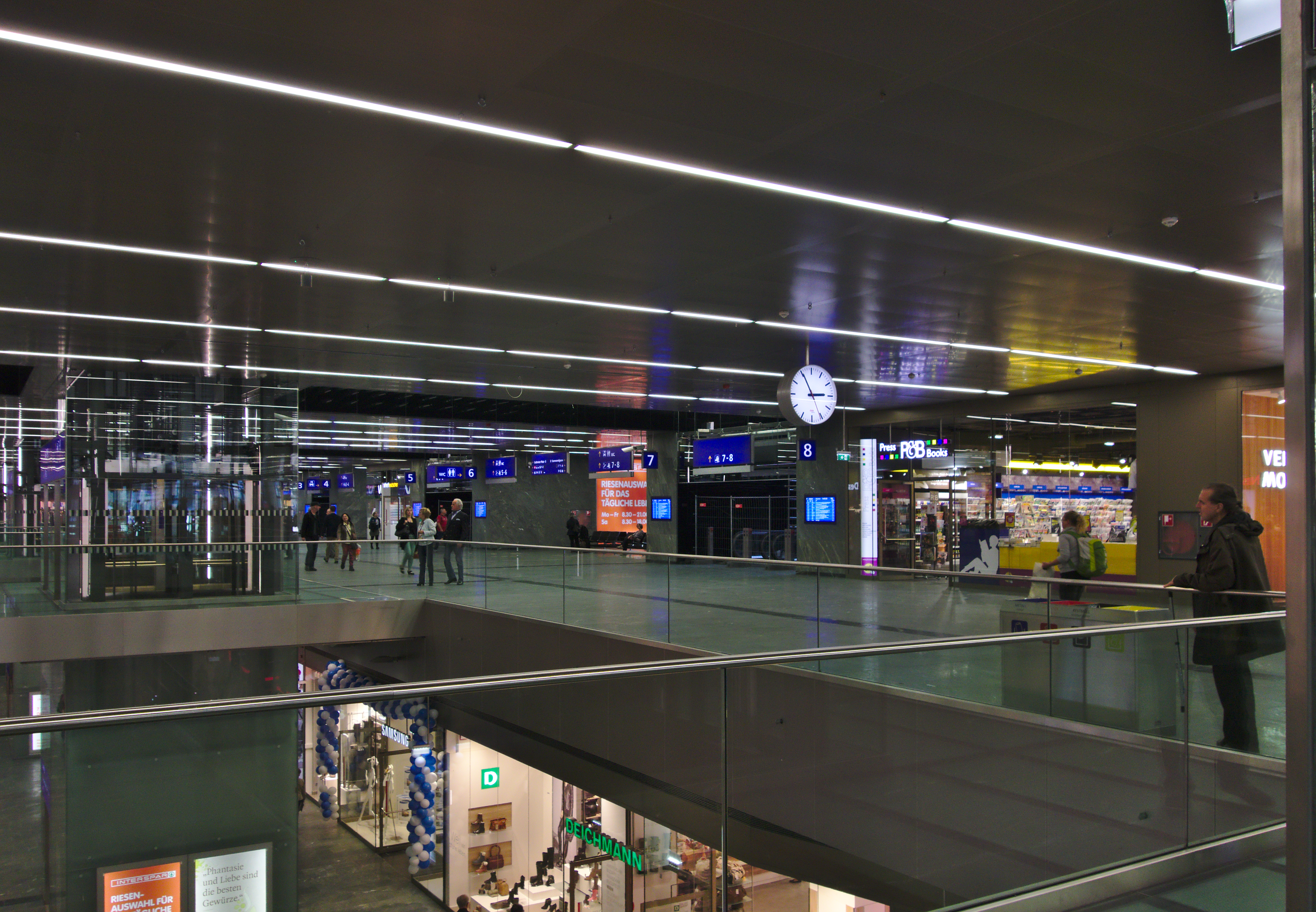
Ebenerdige Passage unter den Bahnsteigen im Oktober 2014

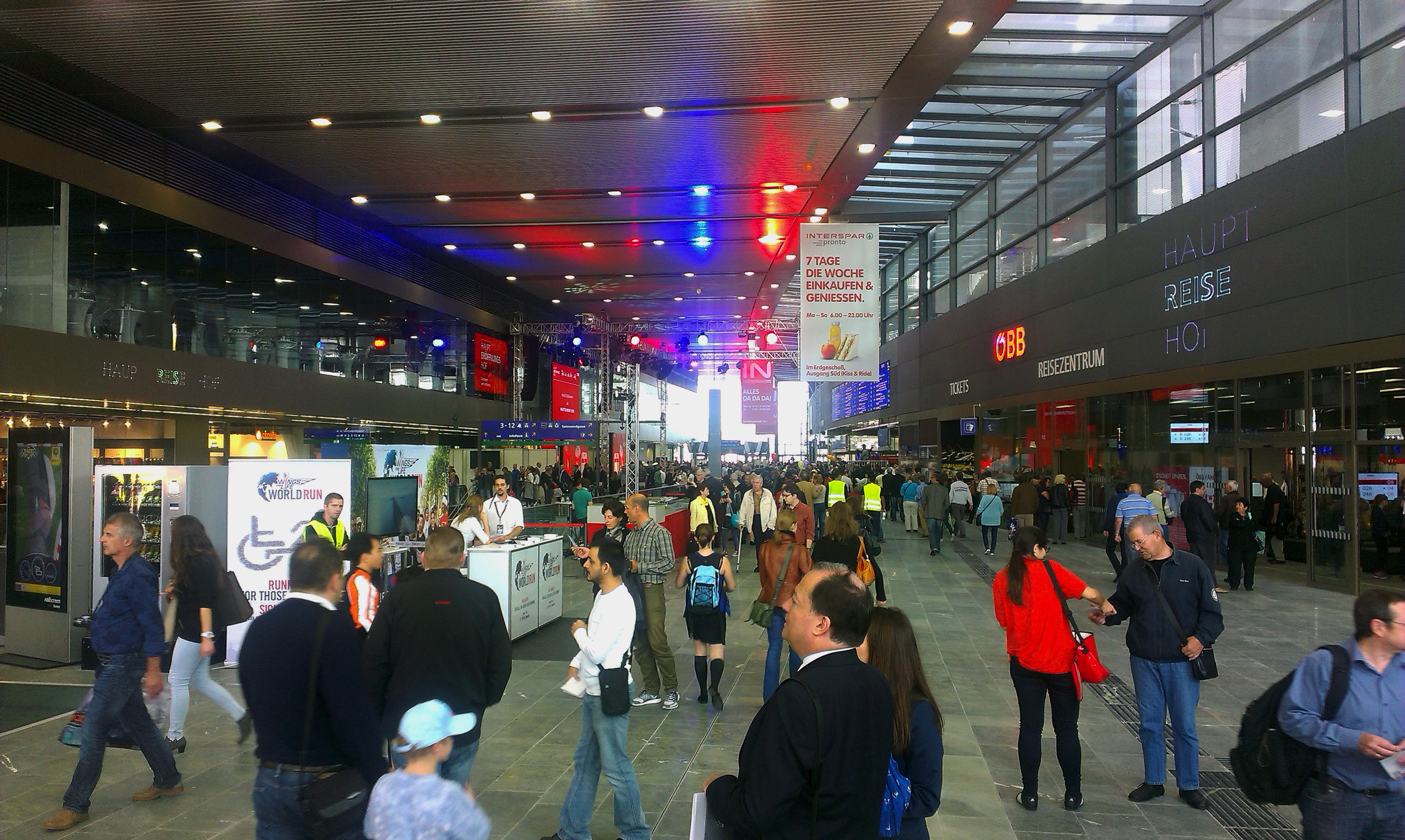
Haupthalle am Tag der Eröffnung (10. Oktober 2014)

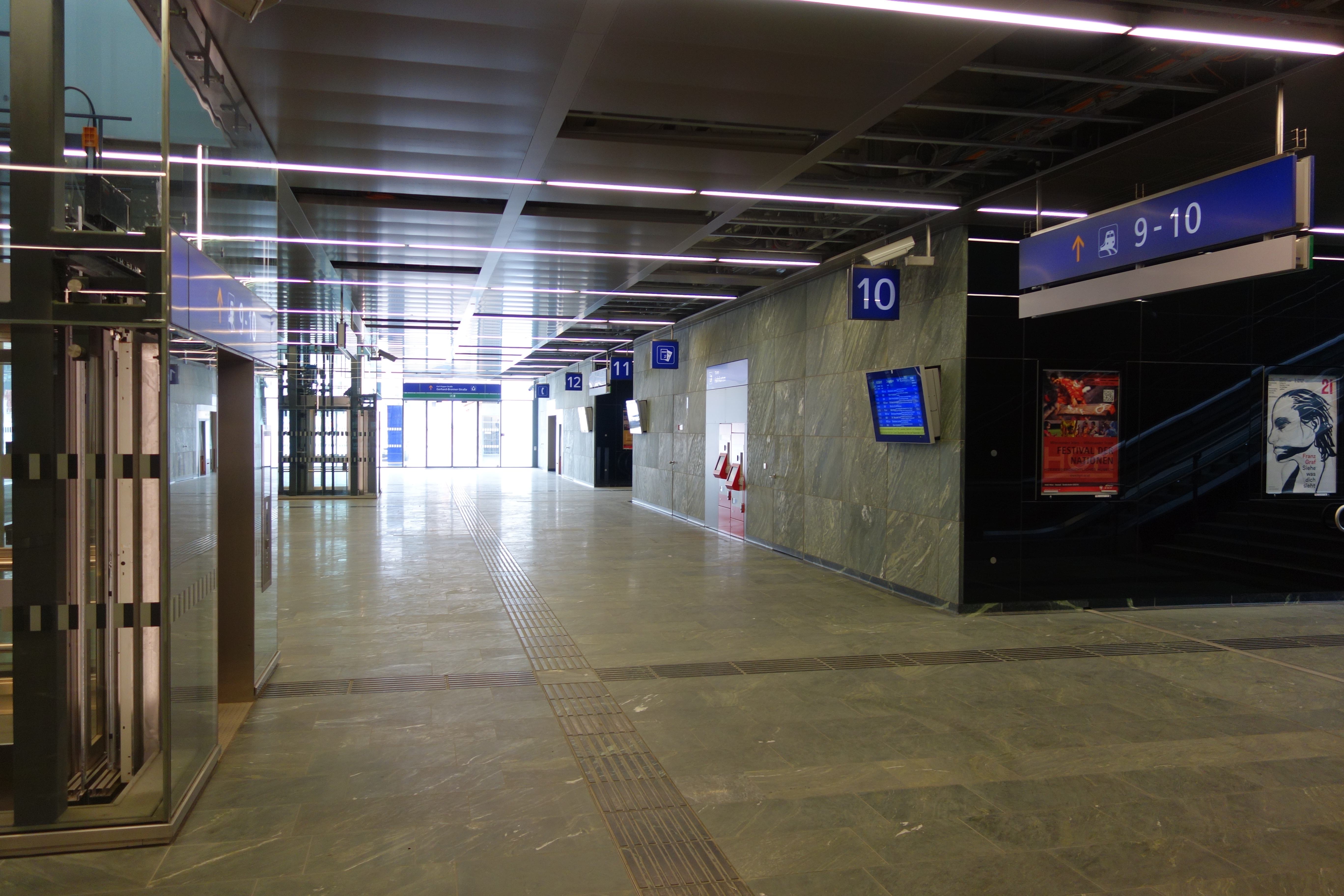
Halle Ost im Juni 2014

### Inbetriebnahme
Am 9. Dezember 2012 wurde der in Bau befindliche Hauptbahnhof im oberirdischen Bereich mit vier Bahnsteiggleisen und einem Durchfahrtsgleis in Teilbetrieb genommen und vor allem von Zügen des Ostbahn-Nahverkehrs bedient. Die offizielle Eröffnung des Hauptbahnhofes und der BahnhofCity mit ihren 90 Geschäften und Gastronomiebetrieben erfolgte am 10. Oktober 2014 durch Bundespräsident Heinz Fischer. Damit wurde vorrangig eine Marketingmaßnahme vollzogen. Der Übergang vom Teilbetrieb in den Vollbetrieb der Eisenbahn-Infrastruktur für den Bahnbetrieb und für die Bahnkunden erfolgte ein Jahr später, mit dem Fahrplanwechsel im Dezember 2015.
Seit 14. Dezember 2014 halten alle ÖBB-Fernzüge aus und in den Norden, Osten und Süden am Hauptbahnhof. Ebenso starten bzw. enden dort seither alle Nachtreisezüge. Railjet und InterCity-Kurse aus dem Westen endeten noch bis 12. Dezember 2015 am Westbahnhof; jene Linien, die von dort aus nach Budapest verkehrten, erhielten allerdings schon einen zusätzlichen Halt am Hauptbahnhof.
Mit 13. Dezember 2015 wurde die Voll-Inbetriebnahme und damit die Fertigstellung des gesamten Projekts vollzogen. Seit diesem Zeitpunkt wird der gesamte ÖBB-Fernverkehr vom Hauptbahnhof aus geführt; der Westbahnhof wurde zu einem für den Nahverkehr in und aus dem westlichen Niederösterreich wichtigen ÖBB-Regionalbahnhof. Das Eisenbahn-Verkehrsunternehmen WESTbahn Management GmbH bediente ab dem Fahrplanwechsel im Dezember 2017 bis zum Fahrplanwechsel im Dezember 2019 stündlich nicht mehr nur den Westbahnhof, sondern auch den Hauptbahnhof.

## Bahnhof

### Anlage

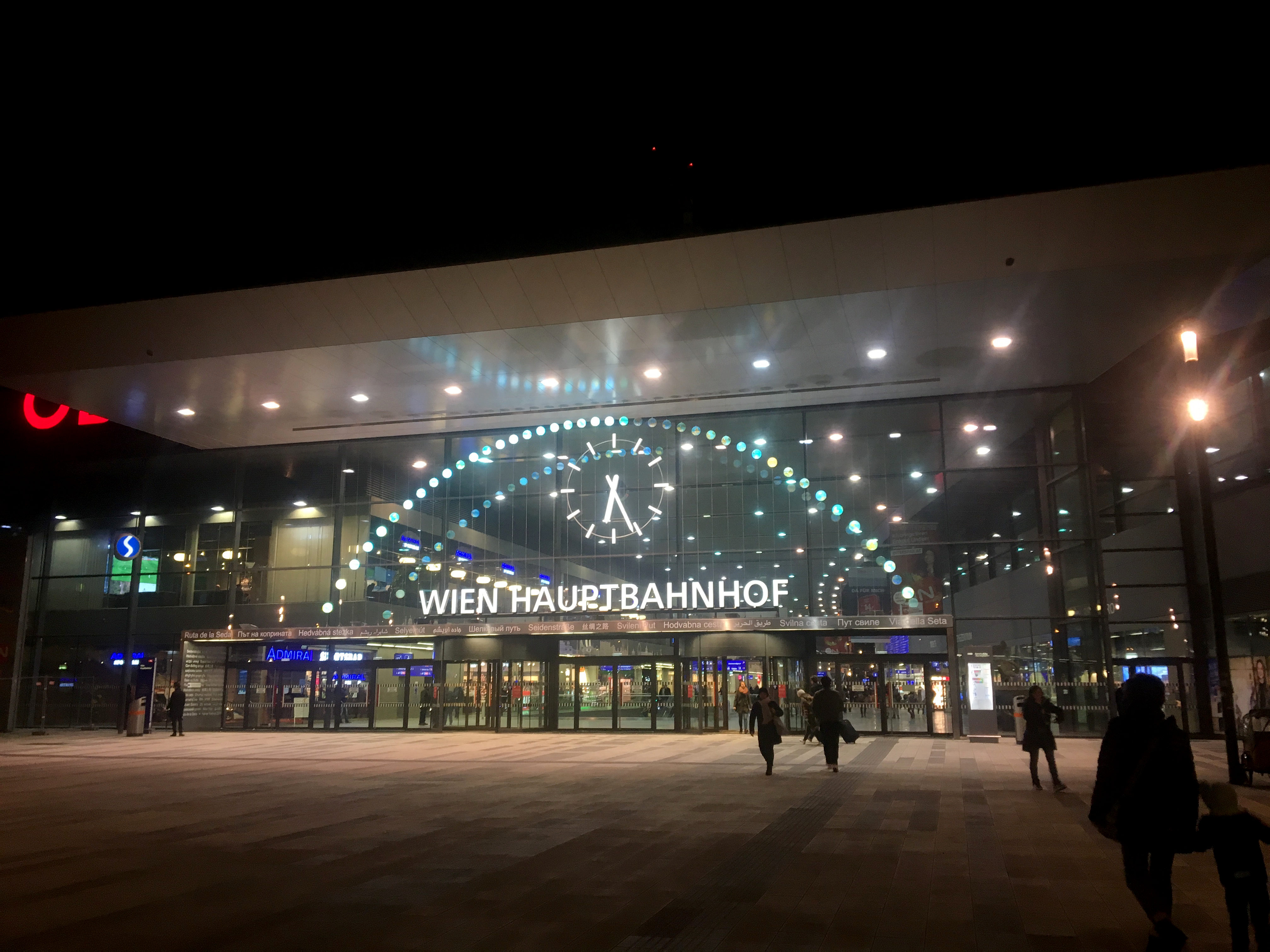
Lichtinstallation am Haupteingang am Südtiroler Platz bei Nacht, aufgenommen im Jänner 2018

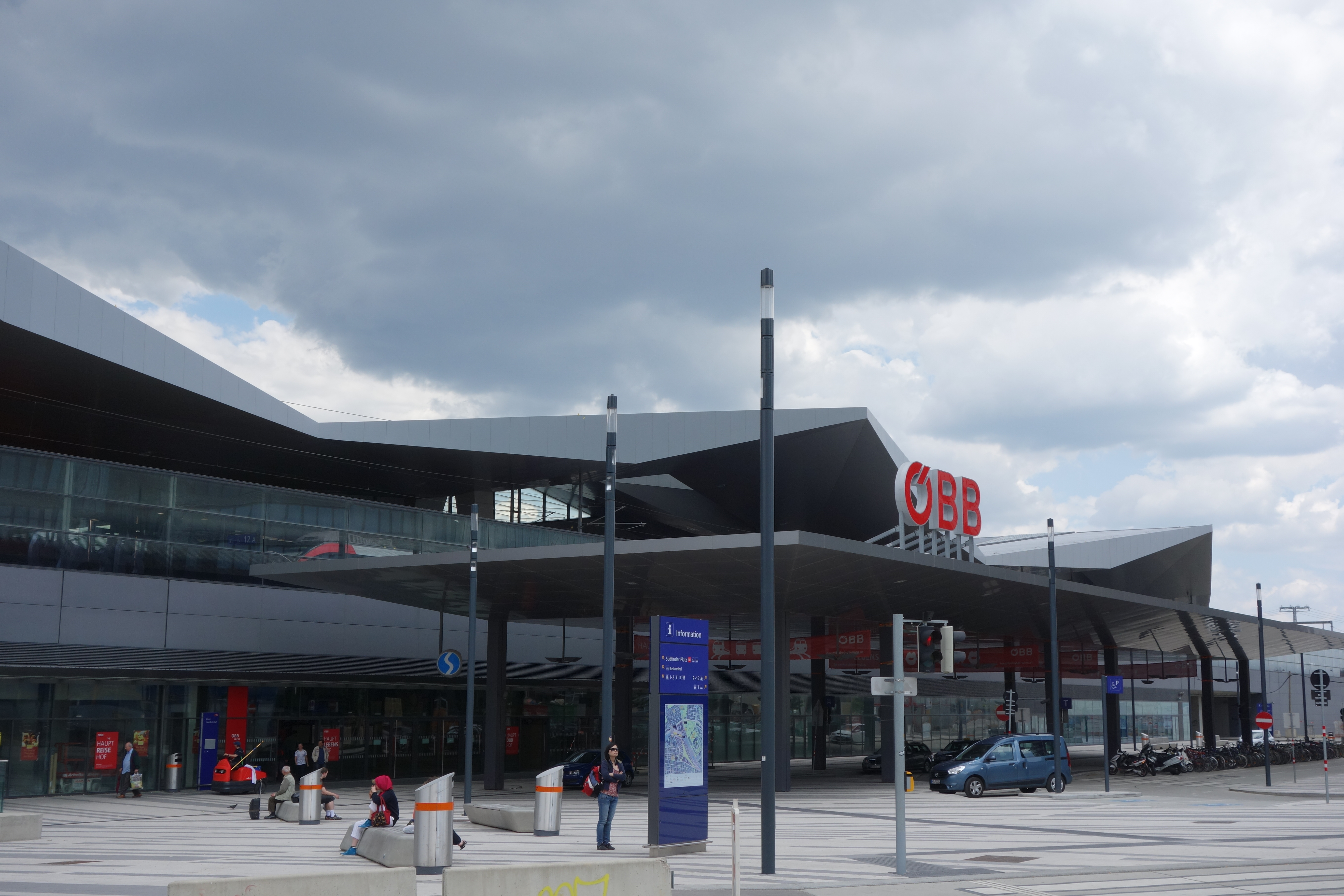
Der südliche Vorplatz des Bahnhofs bei der Sonnwendgasse, Am Hauptbahnhof, im Juni 2014

Der Hauptbahnhof ist oberirdisch über nördlich und südlich der Gleisanlagen gelegene Zugänge erreichbar, welche durch eine breite Passage unterhalb der Bahnsteigebene verbunden sind.
Haupthalle
Die Haupthalle erstreckt sich nördlich entlang des Bahnkörpers zwischen dem Haupteingang am Südtiroler Platz und der Gertrude-Fröhlich-Sandner-Straße, wo sich ein weiterer Eingang befindet. Sie ist 11 m hoch, 130 m lang und verfügt über 4.200 m² Fläche. Glasflächen im Deckenbereich sowie Richtung Bahnsteigebene erlauben direkten Blick auf den Gleisbereich. Vom benachbarten Hochhauskomplex The Icon ist die Haupthalle ebenfalls direkt zugänglich. Richtung Süden zweigt die Verteilerpassage unter den Gleisen ab, von der aus alle Bahnsteige an ihrem westlichen Ende zugänglich sind.
Eingang bei der Sonnwendgasse
Der südliche Eingang beim Am Hauptbahnhof benannten südlichen Vorplatz führt direkt in die westliche Verteilerpassage und ist (im Gegensatz zum Haupteingang) auch für den Individualverkehr erreichbar. Hier befinden sich auch ein Taxistandplatz sowie Kiss-and-ride-Plätze.
Halle Ost
Eine weitere Verteilerhalle, die Halle Ost, befindet sich am östlichen Bahnsteigende unter dem Tragwerk in der Karl-Popper-Straße. Sie ermöglicht ebenfalls den Zugang zu allen Bahnsteigen, besitzt im Gegensatz zur Haupthalle aber keine Einkaufsmöglichkeiten.

### Infrastruktur
Der Bahnhof nimmt mit den anschließenden Gleisanlagen eine Fläche von etwa 50 Hektar ein.
Unterhalb der Bahnanlagen sind Unterführungen für öffentlichen und privaten Verkehr gebaut worden. Entlang der nördlichen Längsseite des Bahnhofs führt östlich der Haupthalle die Canettistraße zum Schweizergarten, entlang der südlichen Längsseite bilden Am Hauptbahnhof und die Gerhard-Bronner-Straße eine Verbindung von Südtiroler Platz bzw. Sonnwendgasse zur Alfred-Adler-Straße, die 10. und 3. Bezirk durch das Neubaugebiet (und unter den neuen Gleisen durch) verbindet. Insgesamt sind drei Unterführungen, die so genannte Südbahnhofbrücke (eigentlich auf ehemaligem Ostbahnareal, aber zur Erinnerung an den Bahnhofsnamen benannt) und der Arsenalsteg vorgesehen, um die Stadtteile beiderseits des neuen Bahnhofsareals zu verbinden. Die Tragwerke von Brücke und Steg waren Ende 2011 bereits in Position, die Zufahrtswege wurden großteils erst 2015 fertiggestellt.
Im Bahnhof selbst stehen 14 Personenkassen, 22 Fahrkartenautomaten und mehrere Informationsschalter zur Verfügung. Im Innenbereich sind mehr als 800 Sitzplätze allein in konsumfreien Zonen, eine ÖBB-Lounge und ein interreligiöser Andachtsraum vorgesehen. In der Tiefgarage finden etwa 630 Pkw Platz.
Die verschiedenen Ebenen sind mit Hilfe von Stiegenanlagen, 29 Rolltreppen sowie 14 Personen- und fünf Lastenaufzügen verbunden. Das Gesamtgelände umfasst auf einer Länge von 6 km 100 km Gleise mit 330 Weichen und 8 km Lärmschutzwänden.
Der Hauptbahnhof und der weiter westlich gelegene Bahnhof Wien Meidling arbeiten betrieblich als zusammenhängende Einheit, die Züge halten an beiden Stationen.
Der Hauptbahnhof hat im April 2016 eine Radstation (siehe unten) für Radfahrer bekommen.

#### Bahnsteige

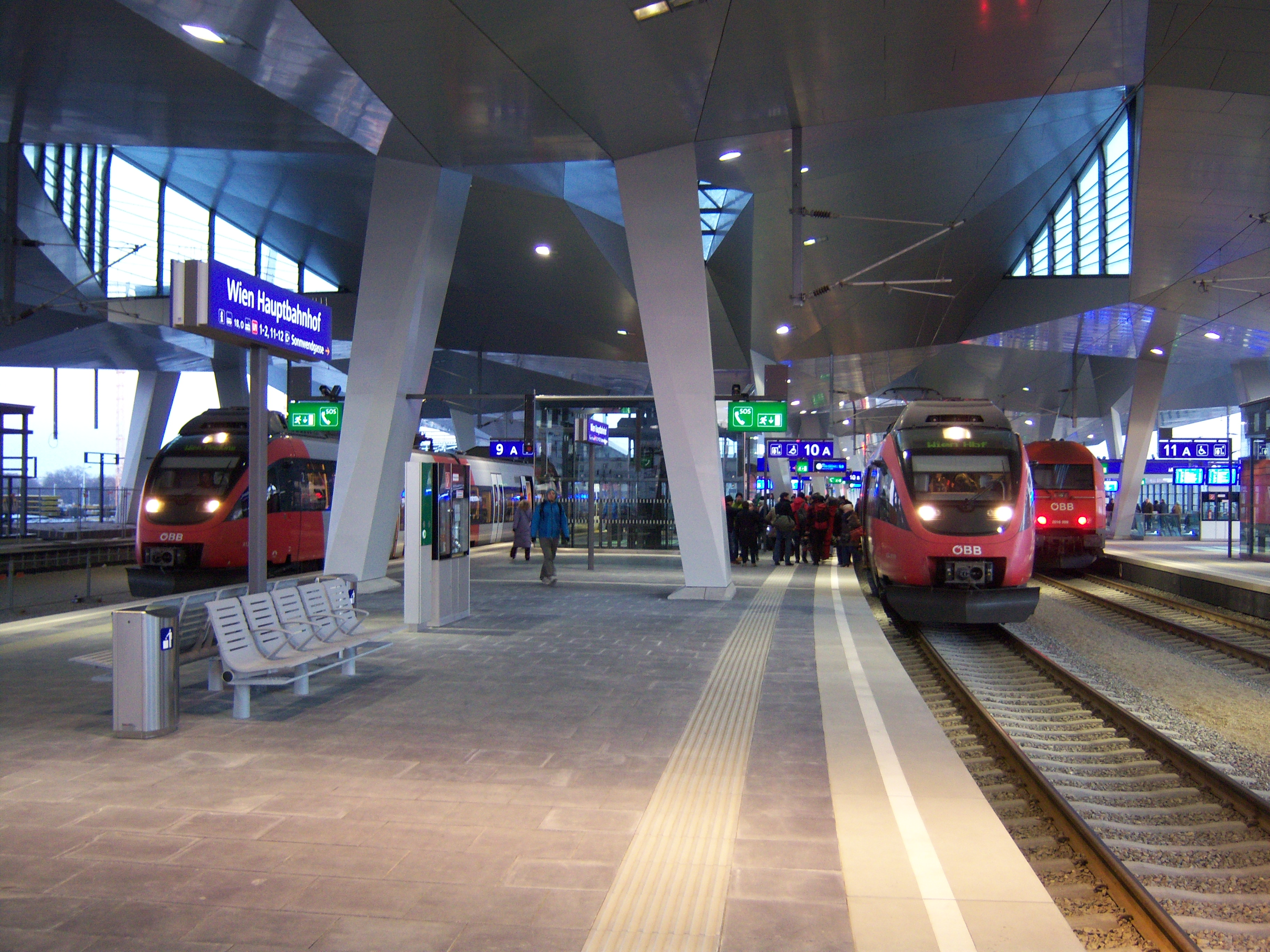
Die Bahnsteige 9 und 10 nach der Teilinbetriebnahme im Dezember 2012

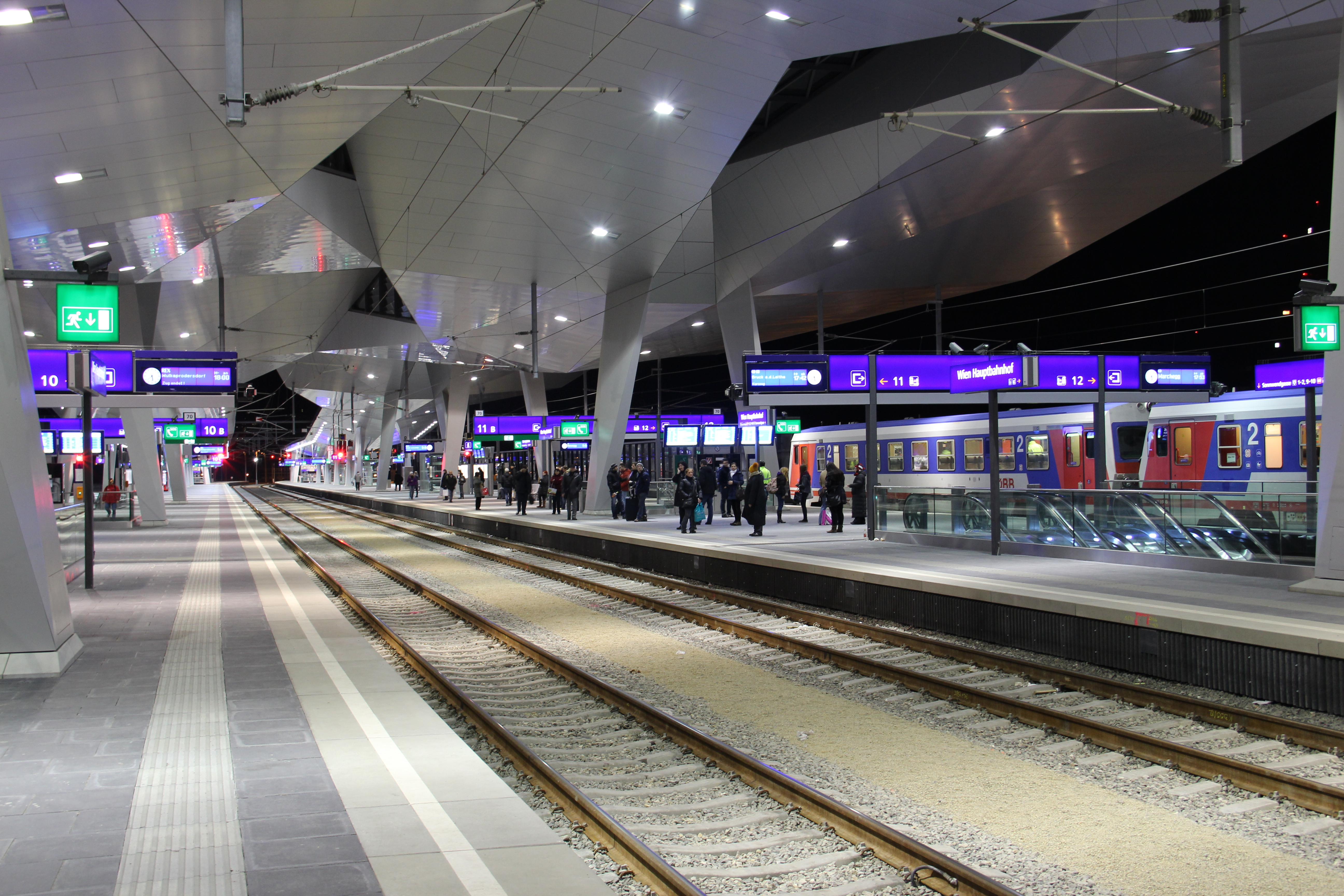
Die Bahnsteige 10 bis 12 bei Nacht im Dezember 2012

Der Hauptbahnhof verfügt in Hochlage über fünf je 12,5 m breite Mittelbahnsteige mit je zwei Gleisen sowie zwei Durchfahrtsgleise ohne Bahnsteig. Alle Bahnsteiggleise können aufgrund ihrer Länge von mehreren Zügen besetzt werden. Entsprechend der Bahnsteignummerierung der ÖBB wurden diese zehn Bahnsteige bzw. Gleise von Nord nach Süd mit 3 bis 12 bezeichnet, da die Nummern 1 und 2 für die in Tieflage als Tunnelbahnhof errichtete Station der S-Bahn-Stammstrecke vergeben wurden.
Die Bahnsteigbelegung folgt der Mischung aus Richtungs- und Linienbetrieb auf den Bahnsteigen 5–12 respektive 1–4:
- Die Seitenbahnsteige 1 und 2 (Bahnsteiglänge 210 m) dienen den Zügen auf der S-Bahn-Stammstrecke.
- Die Bahnsteige 3 und 4 (340 m[8]) dienen vornehmlich den von und zu der Marchegger Ostbahn verkehrenden Zügen 
(S-Bahn-Linie S80 (Hütteldorf–Aspern Nord) sowie zugehörige R- und REX-Züge).
- Die Bahnsteige 5 bis 8 dienen vornehmlich den Fernzügen Richtung West- und Südbahn, 
die Bahnsteige 9 bis 12 dienen vornehmlich den Fernzügen Richtung Nord- und Ostbahn sowie Richtung Flughafen.
  - Die Bahnsteige 7 und 8 (450 m)[8] sowie die Bahnsteige 9 und 10 (450 m)[8] sind hierbei die Hauptbahnsteige für Fernzüge.
  - Die Bahnsteige 5 und 6 (420 m) sowie die Bahnsteige 11 und 12 (450 m)[8] dienen auch den von und zu der Pottendorfer Linie verkehrenden Zügen 
(S-Bahn-Linie S60 (Wr. Neustadt–Bruck/Leitha) sowie zugehörige R- und REX-Züge).
- Die zwei für Güterzüge gewidmeten Durchfahrtsgleise ohne Bahnsteige befinden sich zwischen den Gleisen 8 und 9 sowie am südlichen Rand in Anschluss an Gleis 12; sie dienen als Ersatz für den aufgelassenen Steudeltunnel.

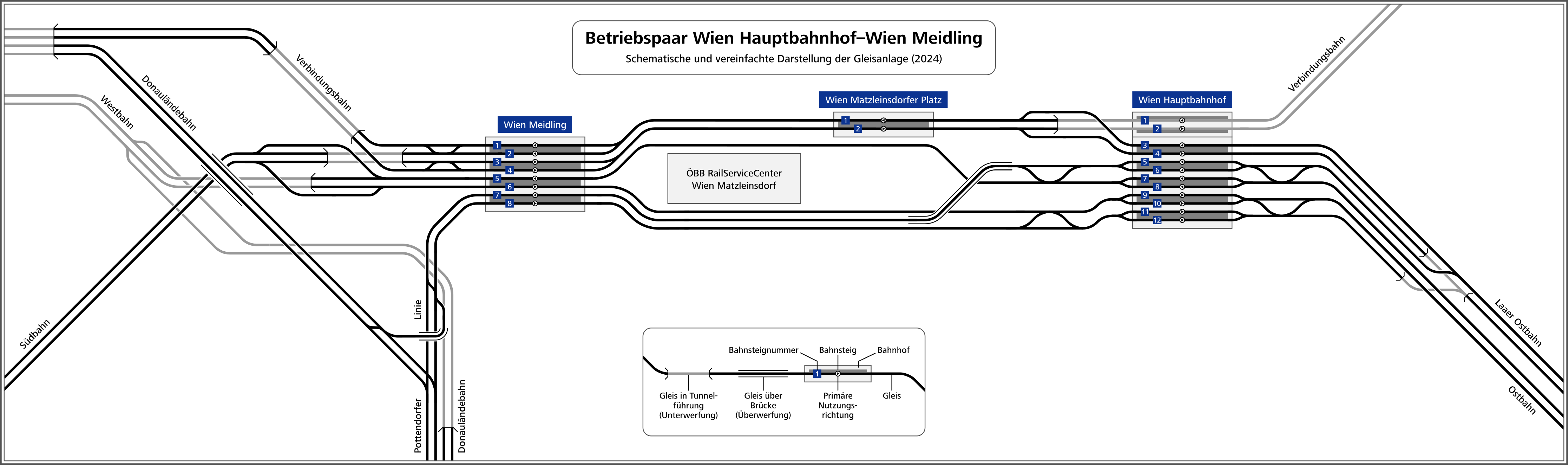
Schematischer Gleisplan

#### Autoreisezuganlage

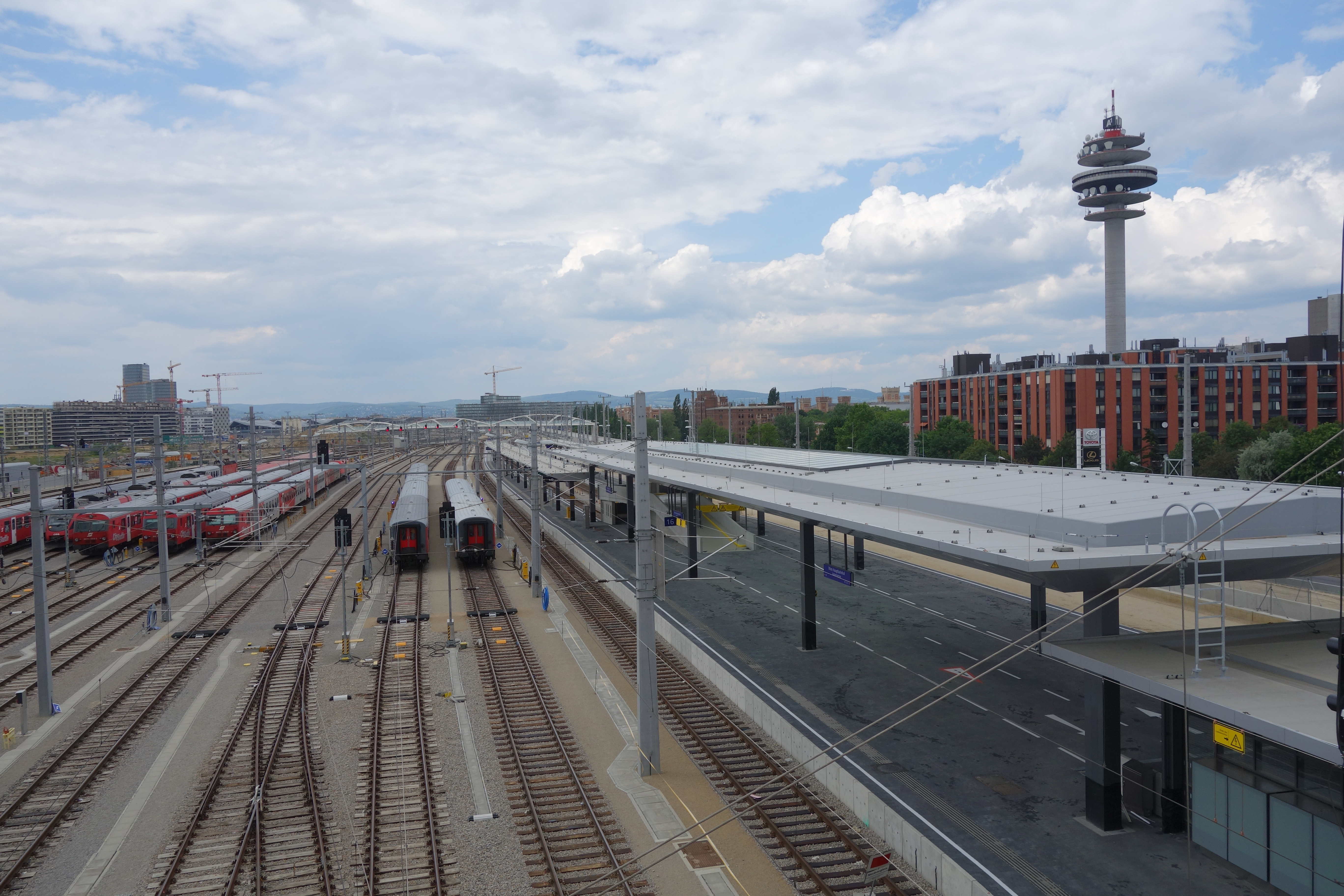
Bahnsteige des Autoreisezug-Terminals im Juni 2014

Im östlich an der Arsenalstraße gelegenen Terminal Wien Hauptbahnhof Autoreisezug (Bahnsteig 13–16) werden seit dem 14. Juni 2014 Züge abgefertigt. Seit dem Fahrplanwechsel am 14. Dezember 2014 werden alle Autoreisezüge vom neuen Terminal aus geführt. Während des Tages warten hier auch manchmal Railjets und andere Fernzüge auf ihren Einsatz. Die Anlagen am Westbahnhof und in Wien Matzleinsdorf wurden aufgelassen. Bis zur Fertigstellung des endgültigen Straßennetzes erfolgte die Zufahrt von Süden über Gudrunstraße und Laimäckergasse.

#### Einkaufszentrum
Das in der Bahnhofshalle und unter der Gleiszone untergebrachte Einkaufszentrum wird wie im Westbahnhof unter dem Namen BahnhofCity vermarktet. Auf 20.000 m² wurden Flächen für Handel, Dienstleistungen und Gastronomie geschaffen. Das Zentrum beherbergt rund 90 Betriebe auf zwei Ebenen und einen Food-Court. Die Eröffnung erfolgte am 10. Oktober 2014.
Im Februar 2017 beklagten Mieter, dass die Frequenz statt erwarteter 120.000 nur 80.000 Personen pro Tag beträgt. Mehrere große Mieter sind wieder ausgezogen. Mit 6 % von 90 Mietern führen die ÖBB Gerichtsverfahren etwa wegen ausstehender Mietenzahlungen auf Räumung. Die Mieten sind fast so hoch wie in der Mariahilfer Straße. Bemängelt wurde auch, dass die ÖBB selbst Vermittlungsprovision für Mietverträge verrechnet haben.

#### Betriebsstützpunkt Matzleinsdorf
Das betriebliche Zentrum des Hauptbahnhofs liegt südlich der S-Bahn-Haltestelle Wien Matzleinsdorfer Platz. Von hier aus werden alle Fernverkehrszüge bereitgestellt. Ebenso erfolgt dort die Reinigung und Versorgung (bspw. Catering, Ausstattung der Schlafwagen) der Zuggarnituren.
Das Areal wurde in den Jahren 2008 bis 2010 errichtet, umfasst auf rund 10 ha Gleisanlagen unter anderem Abstellanlagen für Lokomotiven und Reisezugwagen und den sogenannten Hightech-Stützpunkt Matzleinsdorf der Dienststelle ÖBB-Technische Services.
Eine weitere Wende- und Abstellmöglichkeit befindet sich östlich des Hauptbahnhofs bei der Autoreisezuganlage.
Siehe dazu: ÖBB-Stützpunkt Matzleinsdorf

## Architektur

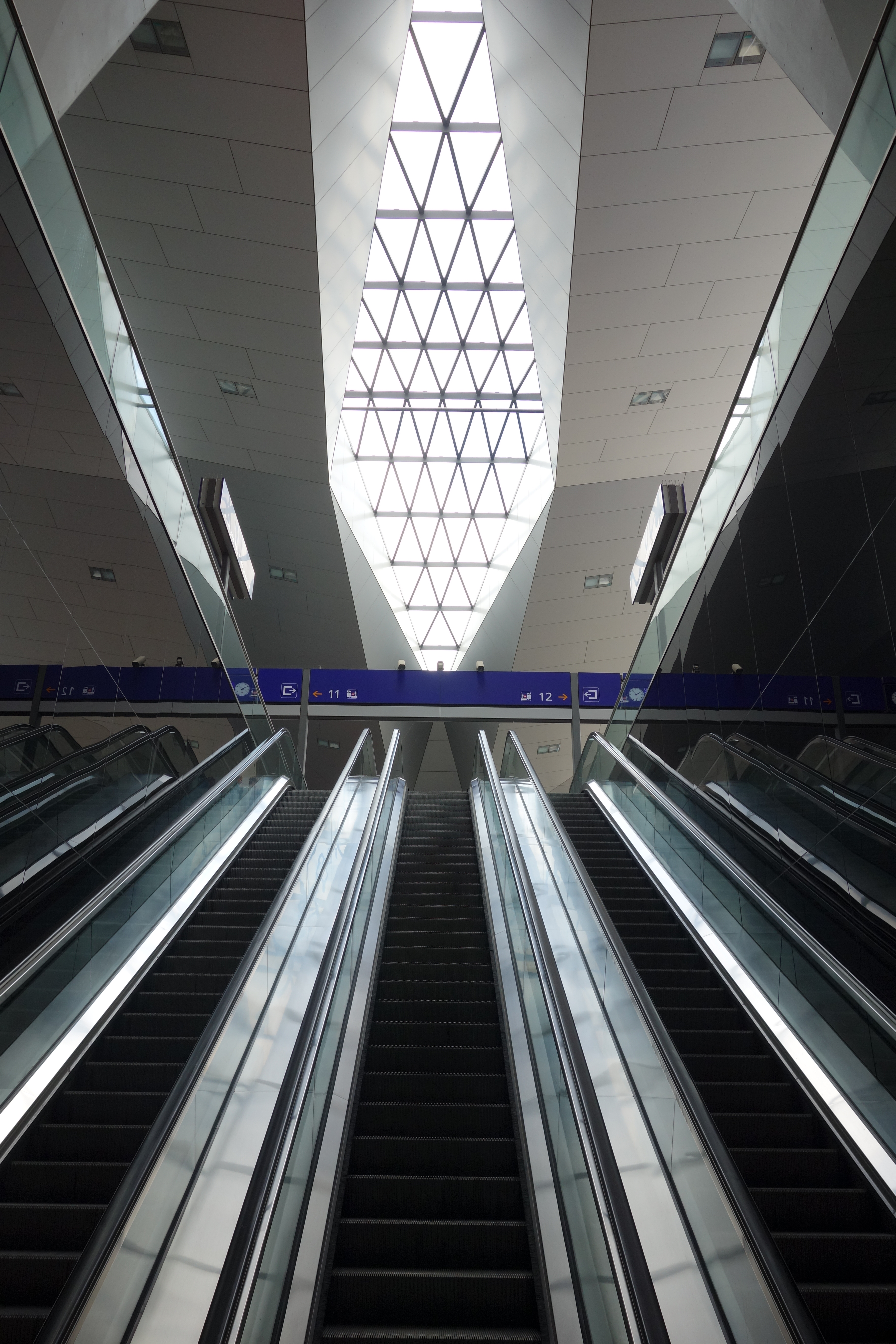
Aufgang zu den Bahnsteigen 11/12

Da der Bahnhof in enger Abstimmung mit den um ihn entstehenden neuen Stadtvierteln geplant worden ist, fanden wesentliche Leitbilder auch in der Neuerrichtung der Verkehrsstation Berücksichtigung. Beispielsweise wurde der Idee von der Auflösung der Barrierewirkung innerhalb der Stadt, wie sie durch die ehemaligen Bahnhöfe und deren Gleisanlagen gegeben war, auch beim Neubau Rechnung getragen. So besitzt der Bahnhof keine Schauseite, also keine klassische Vorder- oder Rückseite. Die Schaffung zweier gleichberechtigter Vorplätze (Nord und Süd) soll verhindern, dass sich eine Seite negativ entwickelt bzw. weniger belebt ist als die andere. Bautechnisch schwierig war, dass die höchsten Lasten (der Zugverkehr) im obersten Geschoß auftreten und im gesamten Bauwerk entsprechende Bewegungen verursachen. Die Gleisebene ist aus diesem Grund als Brückentragwerk ausgeführt und steht auf Lagern.

### Bahnsteigüberdachung

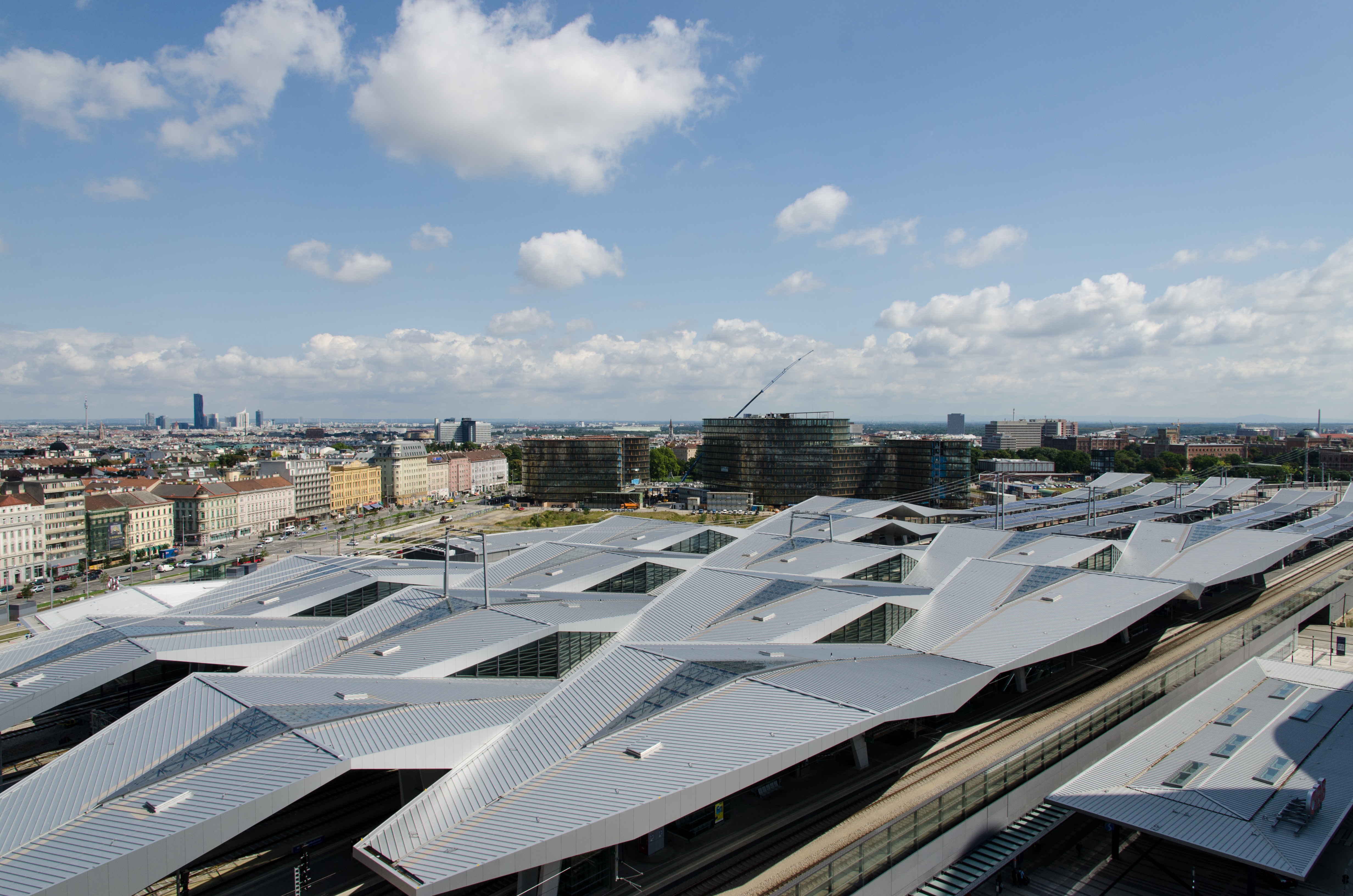
Blick auf das Rautendach

Das Dach über den Bahnsteigen ist eine offene Konstruktion, bestehend aus zwei Hälften.
Eine Hälfte, das sogenannte „Rautendach“, besteht von oben gesehen aus fünf Reihen abwechselnd geneigter Trapezflächen, die pro Reihe so halbversetzt sind, dass zwischen den Dachflächen eine vertikale Öffnung entsteht, die verglast ist und Licht unter das Dach bringt. Zusätzlich existieren zwischen zwei Zwillingsstützen 6 Meter × 30 Meter große Oberlichter an den höchsten Punkten der Dachflächen. Die Unterseite der Dachkonstruktion ist in Dreiecksflächen aufgelöst, wobei diese zu den Zwillingsstützen hin geneigt sind. Zum Südtiroler Platz verjüngt sich dieses Ensemble von Dachflächen, der Südbahn folgend. In einer Raute sind 2.300 Träger und 13.500 Blechzuschnitte verarbeitet. Das „Rautendach“ ist rund 200 Meter lang und 120 Meter breit. Die andere Hälfte des Daches besteht aus Flachdächern, die sich am östlichen Ende nach oben schwingen und ebenfalls von unterschiedlich facettierten Zwillingsstützen getragen werden. Die Bahnsteige liegen etwa 7 Meter, der höchste Dachflächenpunkt etwa 23 Meter über Straßenniveau. Die sichtbare Fläche des Daches umfasst 31.000 m², das Innere besteht aus Stahlfachwerk. Die Konstruktion, in welcher etwa 7000 Tonnen Stahl verbaut sind, wurde von der Firma Unger Stahlbau realisiert und mit dem Österreichischen Stahlbaupreis 2013 ausgezeichnet.
Die Formfindung, bspw. auch die Höhenversetzung der Dachkonstruktion, wurde von den Architekten aber schon allein aufgrund von technischen Notwendigkeiten beeinflusst. So fördern die horizontalen Fenster zwischen den Rauten nicht nur den Tageslichteinfall, sondern boten auch die Möglichkeit, Brandrauchentlüftungen zu integrieren, ohne die Dachhaut (wie bspw. am Bahnhof Wien Praterstern) zu perforieren.

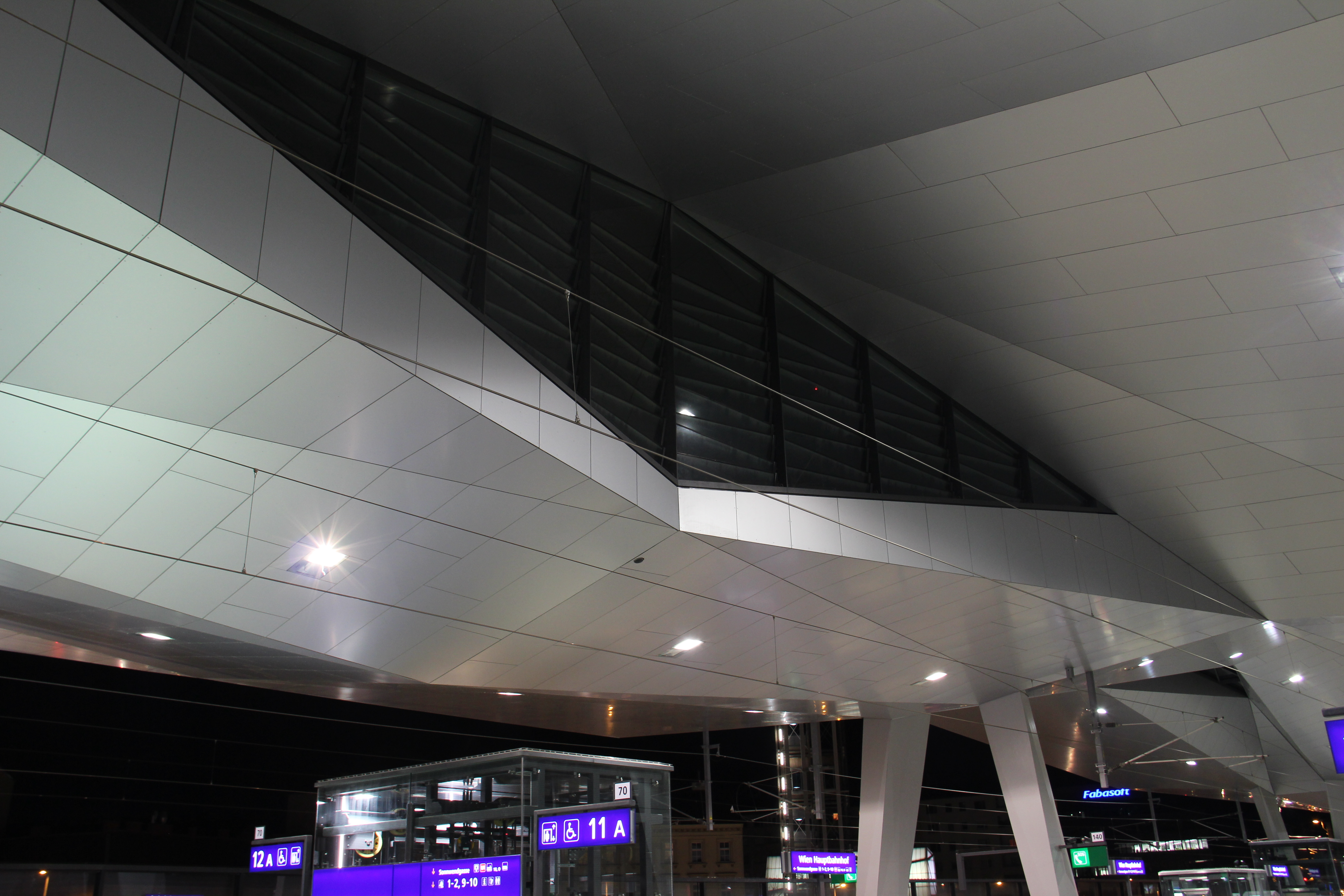
Detailaufnahme der Dachkonstruktion
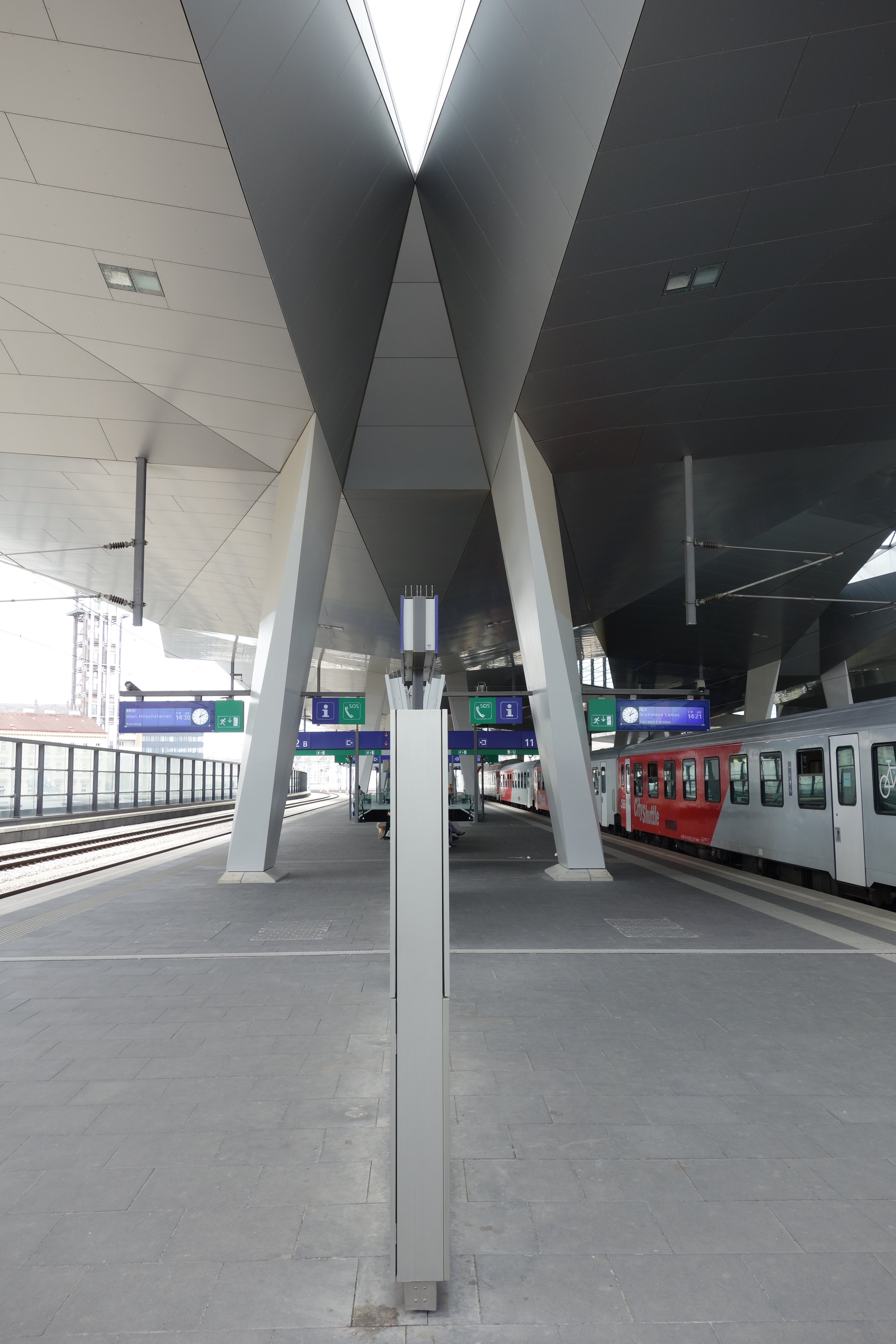
Detailaufnahme der Dachkonstruktion

### Innenausbau

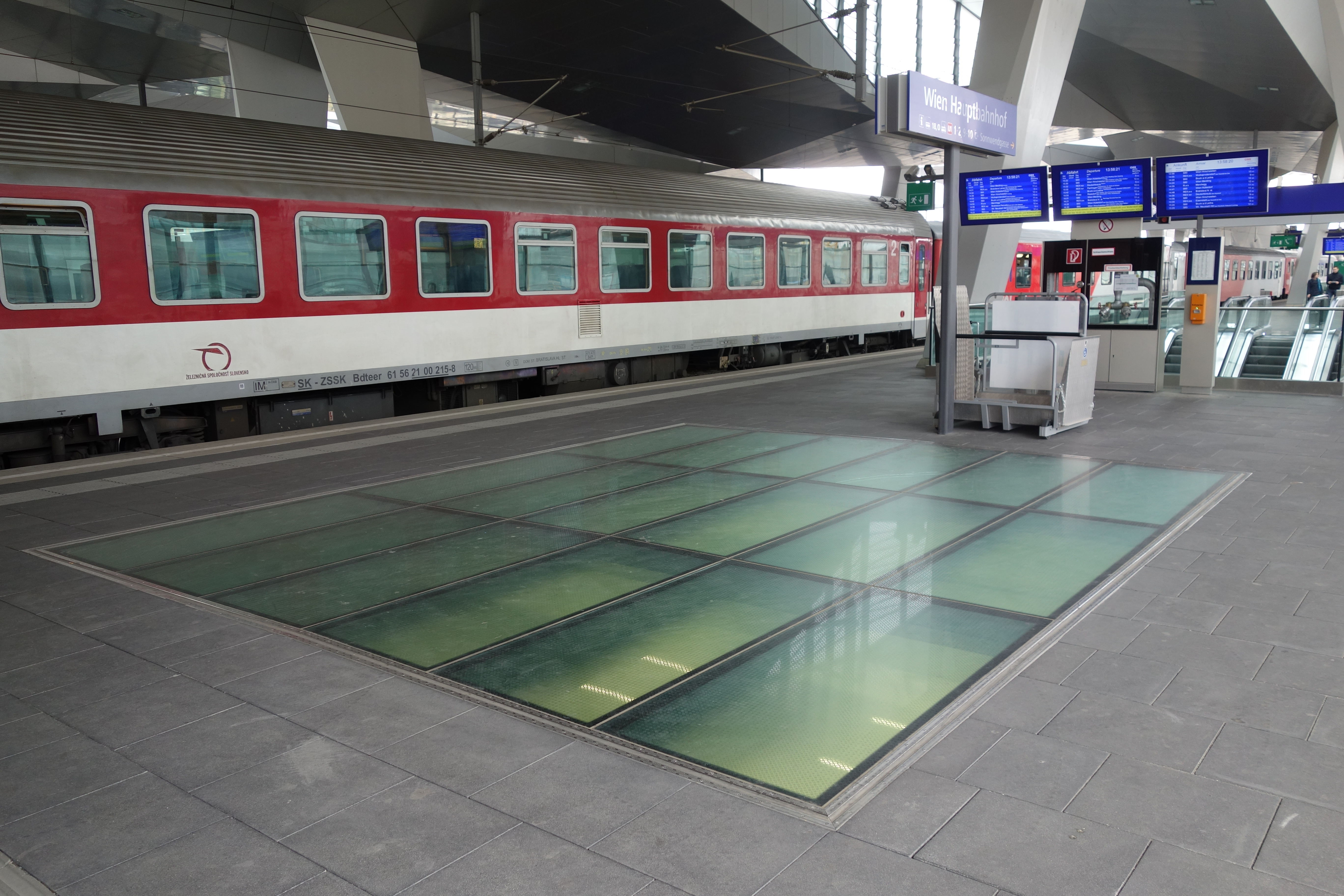
Tageslichtöffnung am Bahnsteig

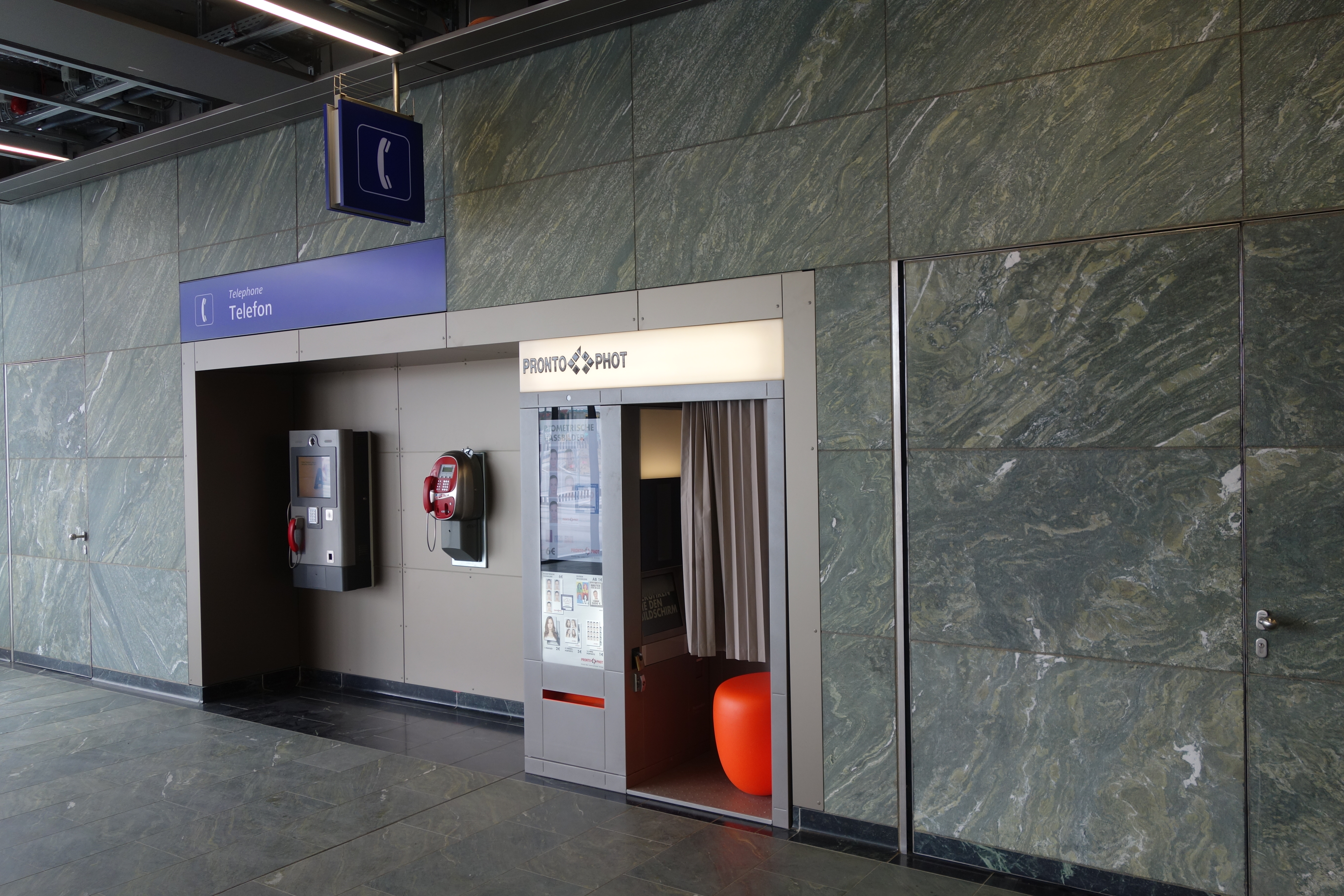
Beispiel für die Steinverarbeitung

Die Gestaltung des Innenausbaus soll das subjektive Sicherheitsgefühl verstärken und die bisher an Süd- und Ostbahnhof präsente Obdachlosen- und Drogenszene fernhalten. So gibt es beispielsweise offene Hallen und breite Stiegenanlagen anstatt Nischen und engen Passagen. Die Lichtausgestaltung wie auch der Einsatz von Tageslichtöffnungen in Böden und Decken, welche vom Bahnsteig bis in die Tiefgarage durchgehen, sollen eine durchwegs angenehme Atmosphäre schaffen. Auch die Anordnung der Handelsflächen nimmt auf diesen Wunsch Rücksicht, so sollen Geschäfte, welche alkoholische Getränke verkaufen, nicht in den Eingangsbereichen angesiedelt werden. Derartige Maßnahmen finden beispielsweise auch beim umgebauten Westbahnhof Anwendung.
Im Innenausbau wurden vermehrt hochqualitative Materialien verarbeitet. Naturstein- und Glasflächen sollen nicht nur optisch ansprechend sein, sondern auch Erhaltungskosten und Vandalismusschäden gering halten.
Im Wand- und Bodenbereich wurde Serpentinit in „Tauerngrün“, ein Gestein aus Österreich, verarbeitet. Einbauten wie Hinweisschilder, Türen und Löschwasserhydranten sind in die Wände integriert. Der Anschlussbereich zwischen Boden und Wand ist in einem dunkleren Farbton gehalten und wurde als geschliffene Hohlkehle ausgeführt.
Eine Ausnahme bilden die Aufgänge zu den Bahnsteigen, welche mit reflektierendem schwarzem Glas verkleidet sind.

### Umwelt- und Haustechnik
Der Hauptbahnhof Wien wird mit Fernwärme und Fernkälte versorgt. Dabei bedient die Fernkältezentrale von Wien Energie am Hauptbahnhof neben der Verkehrsstation unter anderem auch die ÖBB-Konzernzentrale nebenan und weitere Bauprojekte in den Stadtentwicklungsgebieten um den Bahnhof. Sie besteht aus der Kältezentrale mit Kühlmaschinen unter dem Gleiskörper, aus Kühltürmen zur Rückkühlung im Schweizergarten und dem eigentlichen Rohrnetz. Bei einer Leistung von 20 Megawatt in der ersten Ausbaustufe kann eine Fläche von 400.000 m² klimatisiert werden. In der Kältezentrale Hauptbahnhof werden neben sehr effizienten elektrischen Kältemaschinen auch die Absorptionskältemaschinen eingesetzt, die die Wärmeenergie aus der Müllverbrennung in Kälteenergie umwandeln.
Ein Viertel der Heiz- und Kühlenergie soll außerdem über Geothermie bezogen werden.
Die östlichen Flachdachbereiche der Bahnsteigüberdachung wurden mit einer 1.200 m² großen Photovoltaikanlage bestückt. Die dabei gewonnene Energie soll in die Beleuchtung des Bahnhofs eingespeist werden.
Das Projekt Hauptbahnhof Wien der ÖBB Holding AG erhielt 2014 den Umweltpreis der Stadt Wien. Ausschlaggebend dafür war die Energieeffizienz des Verkehrsbauwerks an sich wie auch die nachhaltige Baustellenabwicklung. Ein Großteil des Abbruchmaterials des Süd- und Ostbahnhofs wurde direkt vor Ort wiederverwendet bzw. auf dem Schienenweg verbracht.
Im Hohlraum unter dem Dach der Halle Nord befindet sich eine der drei Haustechnikzentralen. Hier sind die Heiz- und Kühlsysteme wie auch die Brandschutzanlage untergebracht. Sie besteht unter anderem aus 90.000 m² Lüftungskanälen, 16 Brandentrauchungssystemen, etwa 1.800 Brandschutzklappen, 4.500 Brandmeldern und rund 15.000 Sprinklerköpfen.

### Kunst

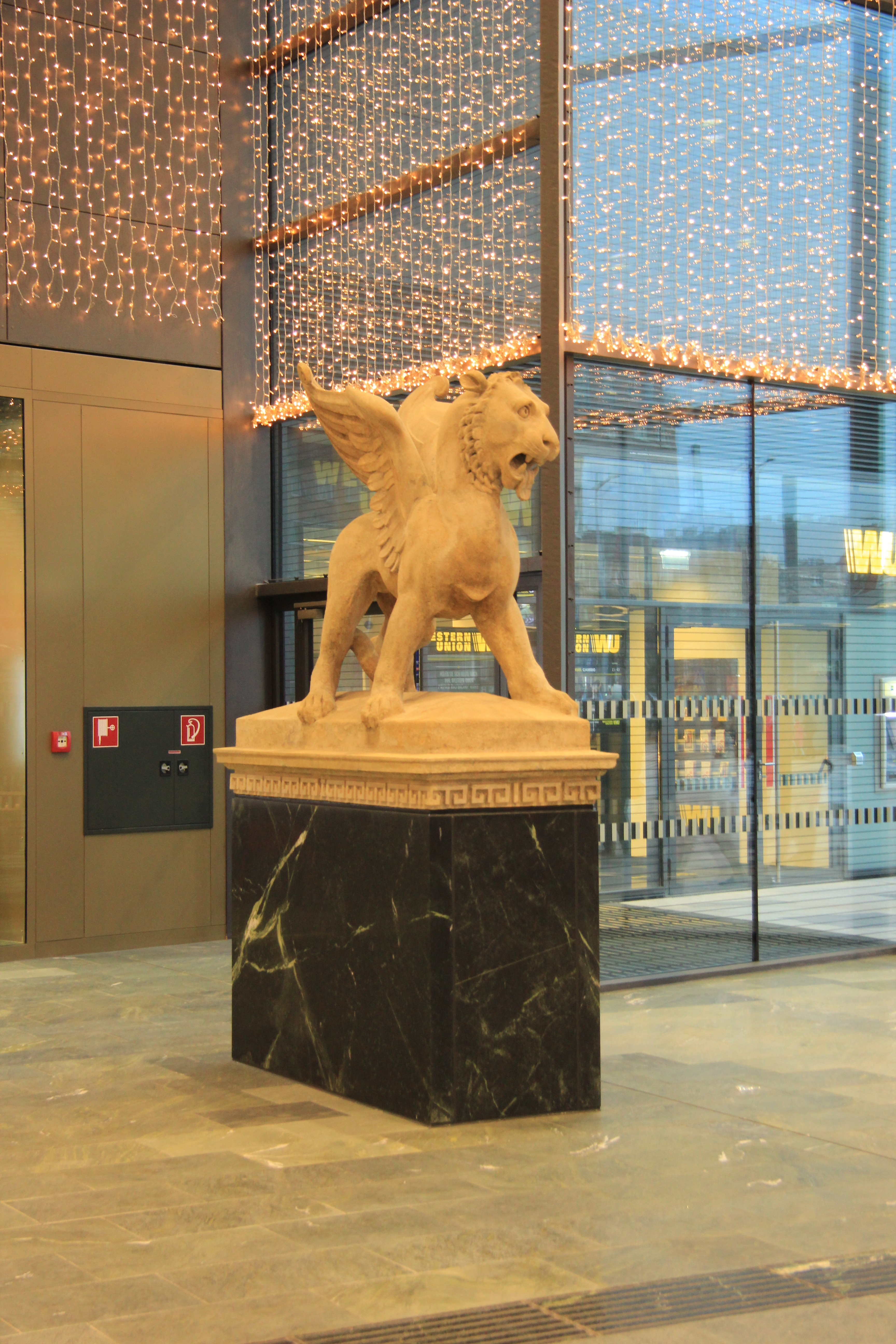
Der historische Markuslöwe in der Haupthalle neben dem Eingang vom Südtiroler Platz (im Dezember 2014)

Am 29. September 2014 wurde ein von einer Dachecke des zweiten Südbahnhofs stammender, 1873 entstandener, geflügelter Markuslöwe aus Sandstein beim Haupteingang des Bahnhofs in restauriertem Zustand wieder aufgestellt; aus Erhaltungsgründen im Inneren der Halle. Ursprünglich wurden 1873 vom Bildhauer Josef Leimer acht derartige Skulpturen für das Dach des zweiten Wiener Südbahnhofs geschaffen, als Symbol für die Zugverbindung nach Venedig. Sechs der acht geflügelten Steinlöwen wurden im Krieg zerstört, der zweite der beiden erhaltenen Löwen steht im Park von Schloss Laxenburg. Der nun wieder aufgestellte Löwe war mit Beginn der Fußballeuropameisterschaft im Jahr 2008 aus der Bahnhofshalle des dritten Südbahnhofs entfernt worden.
Die Medieninstallation „Einen Augenblick Zeit“ von Hofstetter Kurt, die von 1994 bis 2009 im dritten Südbahnhof aufgestellt war, wurde leihweise dem Zentrum für Kunst und Medientechnologie (ZKM) in Karlsruhe übergeben und sollte ursprünglich im neuen Hauptbahnhof ebenfalls wieder aufgebaut werden. Ende 2024 wurde die Installation in der U-Bahn-Station Schottentor aufgestellt.
In der unterirdischen Passage, die die Haupthalle des Bahnhofs mit der S-Bahn-Station und der U1-Station verbindet, befindet sich eine permanente Installation mit dem Titel „SUED“, vier Wandbilder, die 2012 vom Konzeptkünstler Franz Graf gestaltet und als Digitaldruck auf Glas ausgeführt wurden.

## Verkehrsanbindung

### Fernverkehr
Alle Fernverkehrszüge der ÖBB, die von, nach oder durch Wien fahren, bedienen den Wiener Hauptbahnhof. Railjets verbinden ihn mit Ausnahme von Eisenstadt mit allen österreichischen Landeshauptstädten sowie mit Tschechien, der Slowakei, Ungarn, Italien, der Schweiz und Deutschland, wobei auf bestimmten Linien nach Deutschland ICEs eingesetzt werden. Der Fernverkehr in die Slowakei, nach Kroatien, Slowenien und Polen wird meist mittels ECs abgewickelt. Darüber hinaus verkehren Nachtzüge nach Belgien, Deutschland, Frankreich, Italien, in die Niederlande, Polen, Rumänien sowie in die Schweiz und Ukraine.
Einziger privater Fernverkehrsanbieter ist Regiojet, der die Strecken von Wien nach Prag und Budapest bedient. Einzelne Züge von Prag beziehungsweise Brünn wurden von 2022 bis Juni 2023 über den Wiener Hauptbahnhof zum Flughafen Wien-Schwechat geführt.
Es sind weder alle Zugläufe noch – bei den Regellinienläufen – alle Systemhalte und zusätzliche Halte dargestellt, sondern lediglich ein grober Überblick über die Fernzuglinien dargestellt.
| Betreiber | Gattung | Ziele nach Zuglauf |
| --------- | ------- | --- |
| [ 50 ]    | RJ      | - Flughafen Wien – Wien Hbf – Linz Hbf – Salzburg Hbf (einzelne Fahrten weiter bis Klagenfurt, Bregenz) - Graz Hbf – Wien Hbf – Flughafen Wien - Graz Hbf – Wien Hbf – Brno hl.n. – Praha hl.n. (– Berlin Hbf; einzelner Zug nach Berlin, der in Praha-Holešovice statt am Prager Hauptbahnhof (hl.n.) hält) - Wien Hbf – Klagenfurt Hbf – Villach Hbf – (Venezia Santa Lucia / Lienz in Osttirol) |
| [ 50 ]    | RJX     | - Wien Hbf – Salzburg Hbf – Innsbruck Hbf (– Bozen) - Wien Hbf – Bratislava hl.st. (einzelner Zug aus Richtung Zürich, verstärkt durch einzelnen IC Wien – Slowakei) - Wien Hbf – Salzburg Hbf – Wörgl Hbf – Innsbruck Hbf – Feldkirch – Bregenz (einzelner Zug als RJ mit mehr Zwischenhalten, diese v. a. zwischen Salzburg und Wien) - Wien Hbf – Salzburg Hbf – Innsbruck Hbf – Ötztal – Feldkirch – Zürich HB - Frankfurt (Main) Hauptbahnhof – Stuttgart Hbf – München Hbf – Salzburg Hbf – Wien Hbf – Budapest Keleti - Wien Hbf – Flughafen Wien (meist aus Richtung Innsbruck bedient) |
| [ 50 ]    | ICE     | - Wien Hbf – Passau Hbf – Nürnberg Hbf – Frankfurt (Main) Hbf – Dortmund Hbf - Wien Hbf – Passau Hbf – Nürnberg Hbf – Berlin Hbf – Hamburg Hbf – Hamburg-Altona (einzelner Zug, ergänzender Zug im Taktverkehr Wien – Dortmund) - Wien Hbf – Passau Hbf – Nürnberg Hbf – Hannover Hbf – Hamburg Hbf – Hamburg-Altona (einzelner Zug, ersetzt ICE im Taktverkehr Wien – Dortmund) |
| [ 50 ]    | EC      | Budapest Keleti, Cluj Napoca, Gdynia Główna, Graz Hbf, Katowice, Ljubljana, Przemyśl, Püspökladány, Trieste Centrale, Warszawa Wschodnia, Zagreb Glavni kolodvor, Záhony |
| [ 50 ]    | IC      | Berlin Hbf, Bischofshofen, Košice, Lienz in Osttirol, Rostock Hbf, Villach Hbf, Warnemünde |
| [ 50 ]    | D       | Břeclav, București Nord, Budapest Keleti, Graz Hbf, Kyjiw-Passaschyrskyj, Lienz in Osttirol, Linz Hbf, Salzburg Hbf, Ventimiglia, Wiener Neustadt Hbf |
| [ 50 ]    | NJ      | Amsterdam Centraal, Berlin-Charlottenburg, Bregenz, Bohumín, Bruxelles Midi, Düsseldorf Hbf, Hamburg-Altona, Livorno Centrale, Milano Centrale, Paris-Est, Roma Termini, Venezia Santa Lucia, Zürich HB |
| [ 50 ]    | EN      | Budapest Keleti, München Hbf, Split, Warszawa Wschodnia, Zürich HB |
| Regiojet  | RGJ     | Brno hlavní nádraží, Budapest Déli, Praha hl.n. |

#### Anbindung an den Flughafen Wien
Im Dezember 2014 wurden die ersten Fernzüge aus dem Westen über den Bahnhof zum Flughafen Wien weitergeführt. Im ersten Jahr bedienten ausschließlich ICE-Kurse die neue Relation; gegenwärtig werden Railjet-Garnituren eingesetzt. Die für die Anbindung des Flughafens an den Hauptbahnhof notwendige Klederinger Schleife, eine 2,1 km lange Gleisverbindung zwischen der Ostbahn und der Donauländebahn in Richtung Pressburger Bahn (auf der die Linie S7 von der Wiener S-Bahn-Stammstrecke kommend zum Flughafen verkehrt), wurde seit 2012 errichtet. Sie verläuft ohne Kreuzung mit der Donauländebahn. Die Fahrzeit zum Bahnhof Flughafen Wien beträgt rund 15 Minuten. Einige direkte Zugverbindungen von Linz, Salzburg und Graz zum Flughafen Wien tragen zusätzlich eine Flugnummer von Austrian Airlines.
Neben den ÖBB bot von 2022 bis Juni 2023 auch Regiojet Verbindungen zwischen dem Hauptbahnhof Wien und dem Flughafen Wien an.

### Stadt- und Regionalverkehr

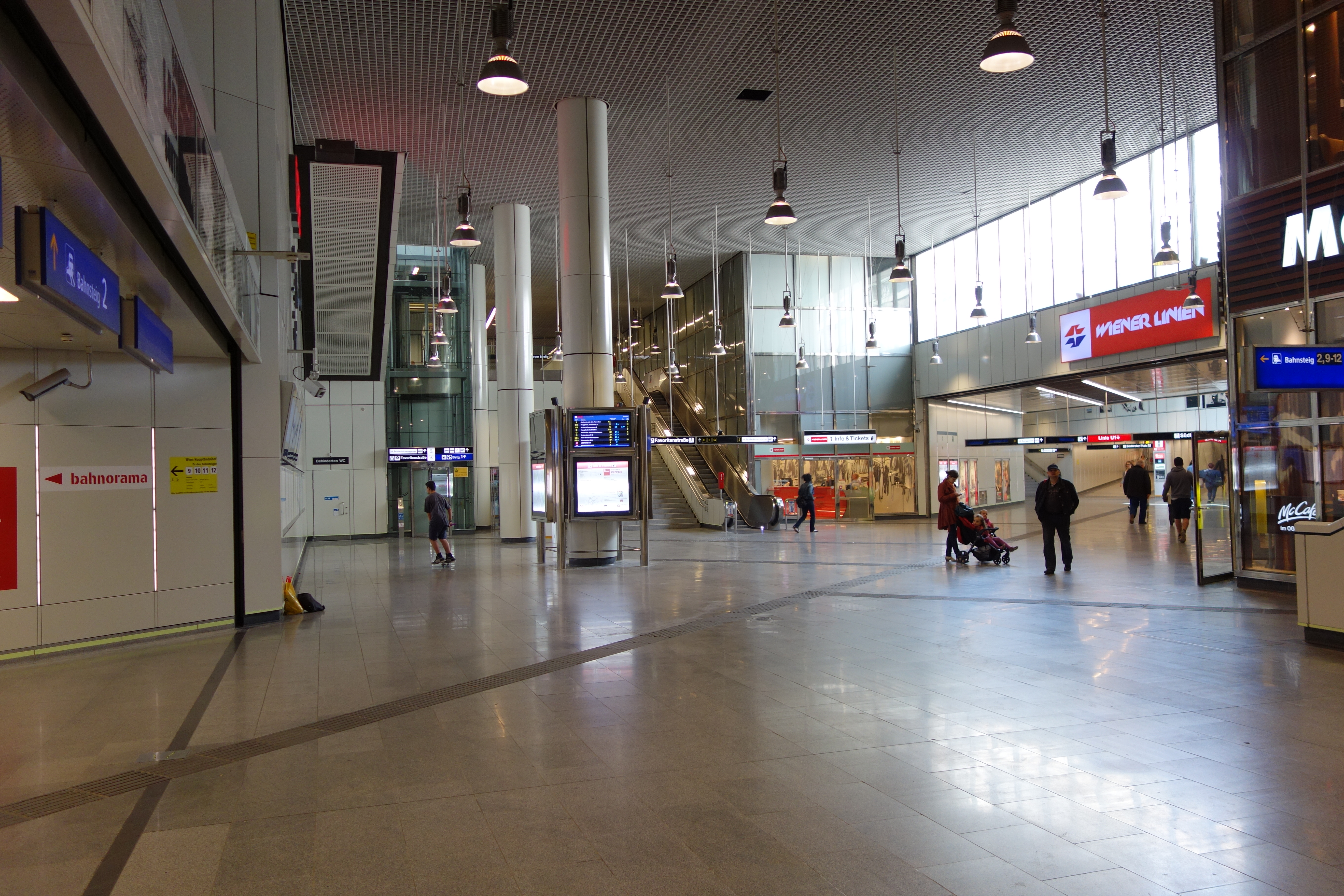
Übergang vom Bereich der Wiener Linien in den ÖBB-Bereich in der Verteilerpassage (im Juni 2014)

Die Verkehrsstation Südtiroler Platz (so der Name bis zur Errichtung des Hauptbahnhofs) wurde in den Jahren 2007 bis 2012 generalsaniert und adaptiert, um für die neuen Personenströme ausgelegt zu sein. Im Zuge dessen wurde eine Fußgängerpassage geschaffen, die die U-Bahn-Station direkt mit der Halle Nord verbindet. Zusätzlich sind auch alle übrigen öffentlichen Verkehrsmittel auf der Nordseite des Hauptbahnhofs mit ihr verknüpft.
Sie unterquert die Gürtelfahrbahn, die Haltestelle der Straßenbahnlinie 18 und die S-Bahn-Stammstrecke, die an dieser Stelle allesamt in Tieflage verlaufen. Besonders ist, dass die Unterführung dabei mit Sichtfenstern zu den unterirdischen Straßenbahn- wie auch S-Bahn-Strecken ausgestattet ist. Durchschreitenden Fahrgästen wird also freier Blick auf die beiden Gleisbereiche gewährt. Im Bereich der Straßenbahnstrecke gelangt dabei zusätzlich Tageslicht in das Bauwerk, da die Passage unterhalb der offenen Einfahrtsrampe zur U-Straßenbahn liegt.
Der noch fehlende Anschluss an die Halle Nord erfolgte im Oktober 2014.

#### S-Bahn
Am 17. Jänner 1962 wurde die unterirdische S-Bahn-Haltestelle Südtiroler Platz gemeinsam mit der Stammstrecke der Wiener S-Bahn der ÖBB in Betrieb genommen. Seit 9. Dezember 2012 heißt die Haltestelle Wien Hauptbahnhof (Bahnsteige 1 und 2). Hier verkehren seit dem Fahrplanwechsel an diesem Tag die Linien S1, S2 und S3.
Seit dem 9. Dezember 2012 halten Züge der S-Bahn-Linien S60 und S80 an den Bahnsteigen 9 bis 12 des Hauptbahnhofs in Hochlage. Die S60 verband West- und Ostbahn; die S80 kombinierte einen Teil der Marchegger Ostbahn mit der Pottendorfer Linie nach Wr. Neustadt Hbf. Mit dem Fahrplanwechsel im Dezember 2016 wurden das Schnellbahnsystem und damit auch die Abfahrtsbahnsteige umgeändert.

#### U-Bahn
1978 eröffneten die Wiener Linien im Zuge der Inbetriebnahme des ersten Abschnittes der U-Bahn-Linie U1 zwischen Reumannplatz und Karlsplatz die Station Südtiroler Platz, welche seit 9. Dezember 2012 Südtiroler Platz – Hauptbahnhof heißt. Sie ist 500 Meter von den oberirdischen Bahnsteigen des Hauptbahnhofes entfernt.

#### Straßenbahn

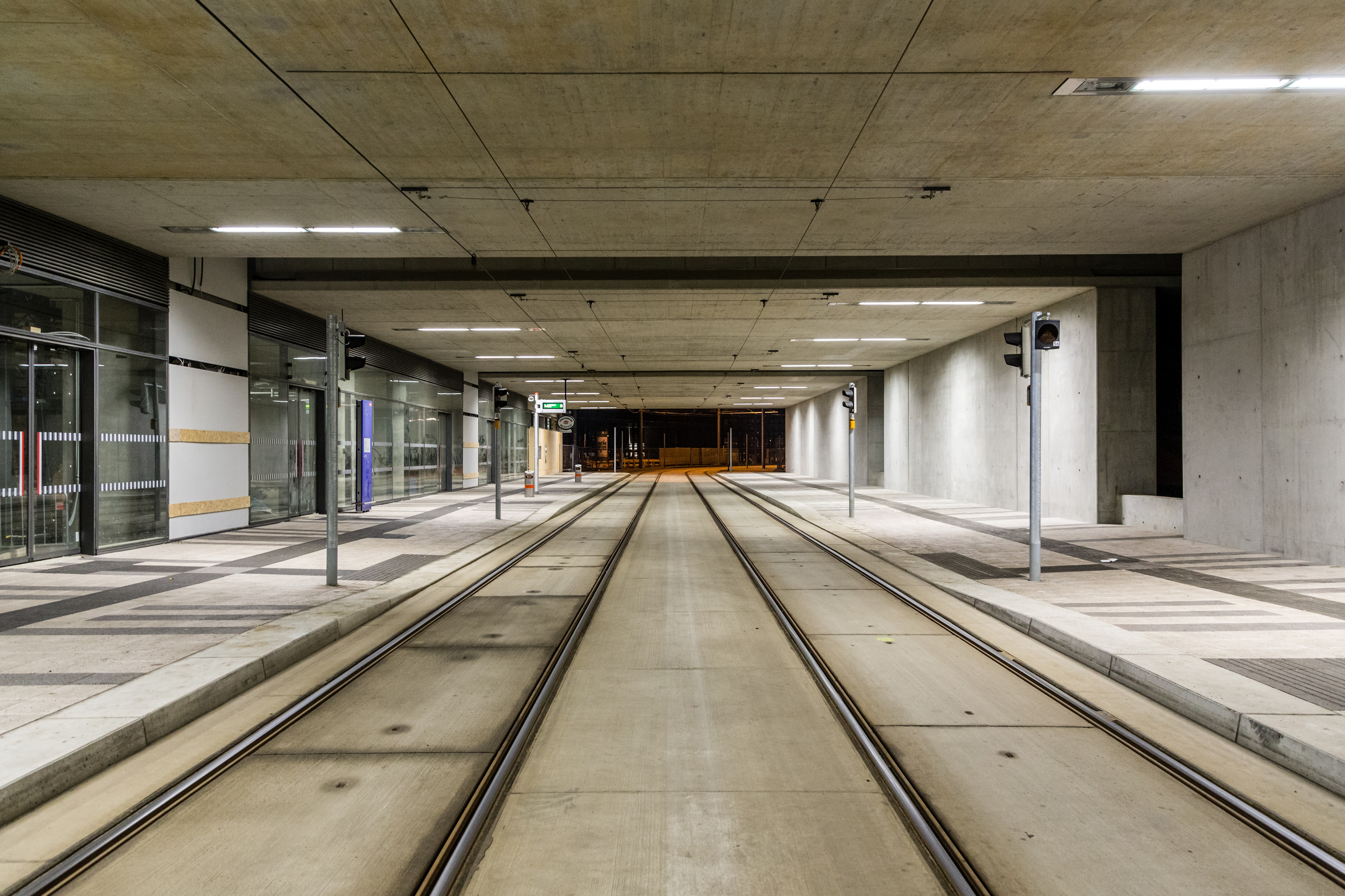
Haltestelle Hauptbahnhof Ost der Linie D unter dem Bahntragwerk in der Karl-Popper-Straße

Seit 1959 besteht für die auf dem Wiedner Gürtel verkehrende Straßenbahnlinie 18 eine eigene unterirdische Haltestelle. Die Straßenbahnlinie O hält oberirdisch auf dem Südtiroler Platz. Beide Straßenbahnstationen tragen den Namen Hauptbahnhof.
Seit 9. Dezember 2012 hat die Straßenbahnlinie D, die ihre südliche Endstation bis dahin beim Südbahnhof hatte, in einiger Entfernung von den anderen genannten Linien an der neu errichteten Karl-Popper-Straße, die den Bahnhof unterquert, eine Haltestelle namens Hauptbahnhof Ost. Sie ist über die östlichen Bahnsteigabgänge zu erreichen. Die Linie D wurde 2019 bis zur Absberggasse verlängert.

#### Bus

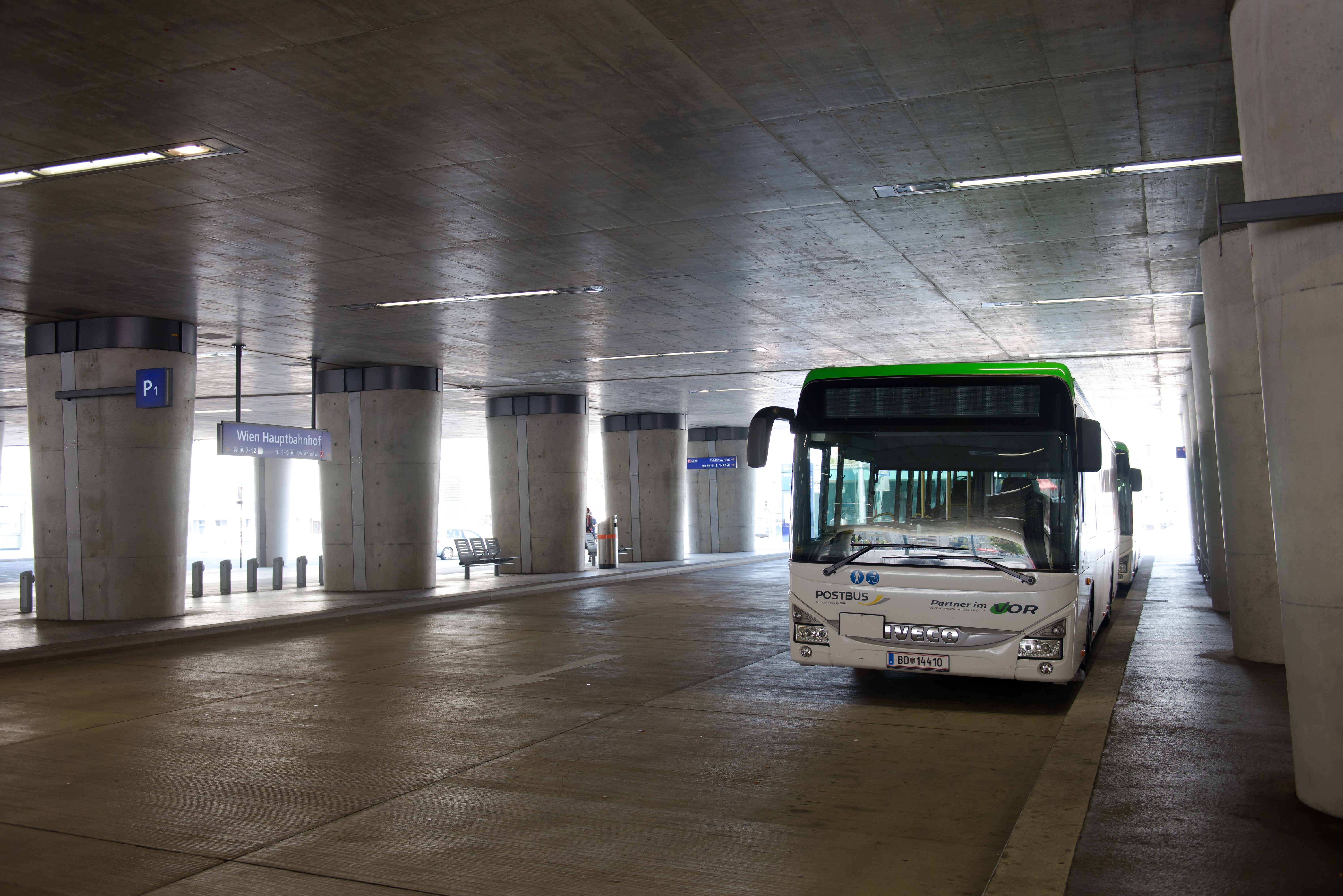
Busterminal am Hauptbahnhof

Die städtischen Autobuslinien 13A und 69A halten wie die Straßenbahnlinie O im Nahbereich des nördlichen Bahnhofsvorplatzes, beide Linien enden hier. Die Linie 69A umrundet die Haupthalle und hält dabei die Haltestellen Hauptbahnhof Süd und Gertrude-Fröhlich-Sandtner-Straße ein. Am westlichen Rand des Südtiroler Platzes befindet sich der Autobusbahnhof für regionale Buslinien.

#### Linienübersicht
| Linie  | Verlauf |
| ------ | --- |
| REX 1  | Wiener Neustadt Hbf – Baden bei Wien – Mödling – Wien Hauptbahnhof 1-2 – Wien Leopoldau – Gänserndorf – Břeclav (Stundentakt, teilweise Verstärkerzüge) |
| REX 2  | Wien Meidling – Wien Hauptbahnhof 1-2 – Wien Leopoldau – Wolkersdorf im Weinviertel – Mistelbach – Laa an der Thaya (einzelne Züge) |
| REX 3  | Wiener Neustadt Hbf – Baden bei Wien – Mödling – Wien Hauptbahnhof 1-2 – Hollabrunn – Retz (– Znojmo (Stundentakt, nördlich von Retz bis Znojmo Zweistundentakt)) |
| REX 6  | Deutschkreutz – Wulkaprodersdorf – Ebenfurth – Wien Hbf – Bruck an der Leitha – Bratislava-Petrzalka (Stundentakt) |
| REX 64 | Wien Hbf – Bruck an der Leitha – Neusiedl am See (Zugteilung) – Donnerskirchen – Eisenstadt – Wulkaprodersdorf / – Frauenkirchen – Pamhagen (Stundentakt für alle Endpunkte) |
| REX 8  | Wien Hbf – Marchegg – Bratislava hl.st. (Stundentakt) |
| R81    | Wien Hbf – Marchegg (Stundentakt, morgens im Zweistundentakt) |
| CJX9   | Payerbach-Reichenau – Wiener Neustadt Hbf – Baden – Wien Meidling – Wien Hauptbahnhof 1-2 – Wien Mitte – Wien Floridsdorf |
| REX 9  | Wien Hbf – Wiener Neustadt Hbf |
| R95    | Wien Hbf – Traiskirchen Aspangbahn (Stundentakt) |
| REX 62 | Wien Hbf – Bruck an der Leitha – Győr (einzelne Züge) |
| S1     | Wien Meidling – Wien Matzleinsdorfer Platz – Wien Hauptbahnhof 1-2 – Wien Quartier Belvedere – Wien Rennweg – Wien Mitte – Wien Praterstern – Wien Traisengasse – Wien Handelskai – Wien Floridsdorf – Gänserndorf – Marchegg |
| S2     | Mödling – Wien Meidling – Wien Matzleinsdorfer Platz – Wien Hauptbahnhof 1-2 – Wien Quartier Belvedere – Wien Rennweg – Wien Mitte – Wien Praterstern – Wien Traisengasse – Wien Handelskai – Wien Floridsdorf – Wolkersdorf – Mistelbach (– Laa an der Thaya) |
| S3     | Wiener Neustadt Hbf – Baden – Wien Meidling – Wien Matzleinsdorfer Platz – Wien Hauptbahnhof 1-2 – Wien Quartier Belvedere – Wien Rennweg – Wien Mitte – Wien Praterstern – Wien Traisengasse – Wien Handelskai – Wien Floridsdorf – Stockerau – Hollabrunn |
| S4     | Wiener Neustadt Hbf – Baden – Wien Meidling – Wien Matzleinsdorfer Platz – Wien Hauptbahnhof 1-2 – Wien Quartier Belvedere – Wien Rennweg – Wien Mitte – Wien Praterstern – Wien Traisengasse – Wien Handelskai – Wien Floridsdorf – Stockerau – Absdorf-Hippersdorf (– Tulln Stadt – Tullnerfeld)                                                                           |
| S60    | Wiener Neustadt Hbf – Ebenfurth – Wien Meidling – Wien Hauptbahnhof – Wien Grillgasse – Kledering – Himberg – Gramatneusiedl – Trautmannsdorf a.d. Leitha – Sarasdorf – Wilfleinsdorf – Bruck an der Leitha |
| S80    | Wien Hütteldorf – Wien Speising – Wien Meidling – Wien Matzleindorfer Platz – Wien Hauptbahnhof – Wien Simmering – Wien Haidestraße – Wien Praterkai – Wien Stadlau – Wien Erzherzog-Karl-Straße – Wien Hirschstetten – Wien Aspern Nord |
| U1     | Oberlaa – Neulaa – Alaudagasse – Altes Landgut – Troststraße – Reumannplatz – Keplerplatz – Südtiroler Platz-Hauptbahnhof – Taubstummengasse – Karlsplatz – Stephansplatz – Schwedenplatz – Nestroyplatz – Praterstern – Vorgartenstraße – Donauinsel – Kaisermühlen – Alte Donau – Kagran – Kagraner Platz – Rennbahnweg – Aderklaaer Straße – Großfeldsiedlung – Leopoldau |
| D      | Beethovengang – Nussdorf – Franz-Josefs-Bahnhof – Schottentor – Schwarzenbergplatz – Schloss Belvedere – Quartier Belvedere – Hauptbahnhof Ost – Absberggasse |
| O      | Raxstraße/Rudolfshügelgasse – Hauptbahnhof – Quartier Belvedere – Rennweg – Ungargasse – Landstraße/Wien Mitte – Radetzkyplatz – Praterstern – Bruno-Marek-Allee |
| 18     | Burggasse-Stadthalle – Westbahnhof – Matzleinsdorfer Platz – Hauptbahnhof – Quartier Belvedere – St. Marx – Schlachthausgasse (Stadionbrücke) |
| 13A    | Skodagasse – Mariahilfer Straße – Pilgramgasse – Wiedner Hauptstraße – Hauptbahnhof |
| 69A    | Simmering – Geiselbergstraße – Sonnwendviertel – Hauptbahnhof |
| N66    | Kärntner Ring, Oper – Schwarzenbergplatz – Hauptbahnhof – Alterlaa – Liesing |
| 120    | Wien Hauptbahnhof – Eisenstadt – Rust – Mörbisch am See |
| 169    | Wien Hauptbahnhof – Hainfeld – Türnitz – Mariazell |
| 200    | Wien Hauptbahnhof – Laxenburg – Eisenstadt |
| 210    | Wien Hauptbahnhof – Laxenburg – Trumau – Eisenstadt |
| 261    | Wien Hauptbahnhof – IZ NÖ-Süd |
| 309    | Wien Hauptbahnhof – IZ NÖ-Süd |
| 1155   | Wien Hauptbahnhof – Wiener Neustadt – Mattersburg – Piringsdorf |
| 1158   | Wien Hauptbahnhof – Eisenstadt – Oberpullendorf – Lockenhaus |
| 7860   | Wien Hauptbahnhof – Edlitz – Kirchschlag – Lockenhaus – Markt Neuhodis |
| 7940   | Wien Hauptbahnhof – Weppersdorf – Deutschkreutz/Nikitsch |
| 7941   | Wien Hauptbahnhof – Mattersburg – Forchtenstein – Oberpullendorf – Klostermarienberg – Langental |
| VAL1   | Wien Westbahnhof – Wien Hauptbahnhof – Flughafen Wien Vienna Airportlines |
| 6011   | Wien Hauptbahnhof – Bad Blumau – Fürstenfeld – Bad Loipersdorf – Bad Radkersburg Thermenlandbus |

### Radverkehr
Die Verkehrsstation, die umliegenden Anlagen und neuen Stadtteile werden in das bestehende Radwegnetz integriert. Im Bahnhof selbst gibt es neben klassischen Radabstellplätzen auch eine geschlossene Fahrradgarage mit zweigeschoßigen Fahrradboxen für insgesamt 1000 Räder auf 1.600 m².
Die Planungen sehen auch die Ansiedlung eines Fahrradgeschäftes mit Werkstätte vor.
Zudem befindet sich eine Citybike-Verleihstation mit 39 Bikeboxen entlang des Wiedner Gürtels beim Vorplatz Nord.

#### Radstation
Am 30. März 2016 eröffnete Wiens erste und Österreichs größte Fahrradstation mit geordneter kameraüberwachter Radeinstellmöglichkeit für 1000 (760) Räder und Radverleih. Für Do-It-Yourself steht ein Reparaturständer zur Verfügung. Eine Radwerkstätte, ebenfalls hinter Glas, bietet zu Geschäftszeiten Service an. Werkstätte und Verleih werden von Trendwerk Gemeinnützige Gesellschaft mbH betrieben. Im Winter werden die Öffnungszeiten reduziert. Die Radstation liegt am Radweg in der Straßenunterführung an der Westseite des Bahnhofs. An der Ostseite gibt es zwei weitere, kleinere Radgaragen.

### Koffertransport
Am Hauptbahnhof gibt es keine Transport-Wagerl für Reisende, wie sie anderswo in Österreich in Selbstbedienung zur Verfügung stehen oder standen.
Von 4. September bis Ende November 2017 führten die ÖBB über die eigene Tochterfirma Mungos einen Testbetrieb für „Gepäcktransport zum/vom Zug“ an. Vorbestellt werden konnte online oder telefonisch bis 17 Uhr für den laufenden Tag oder bis 22 Uhr für den Folgetag. Das Service wurde überwiegend direkt im Bahnhof bestellt und zumeist von und zum Taxi genutzt.

## Neue Stadtteile

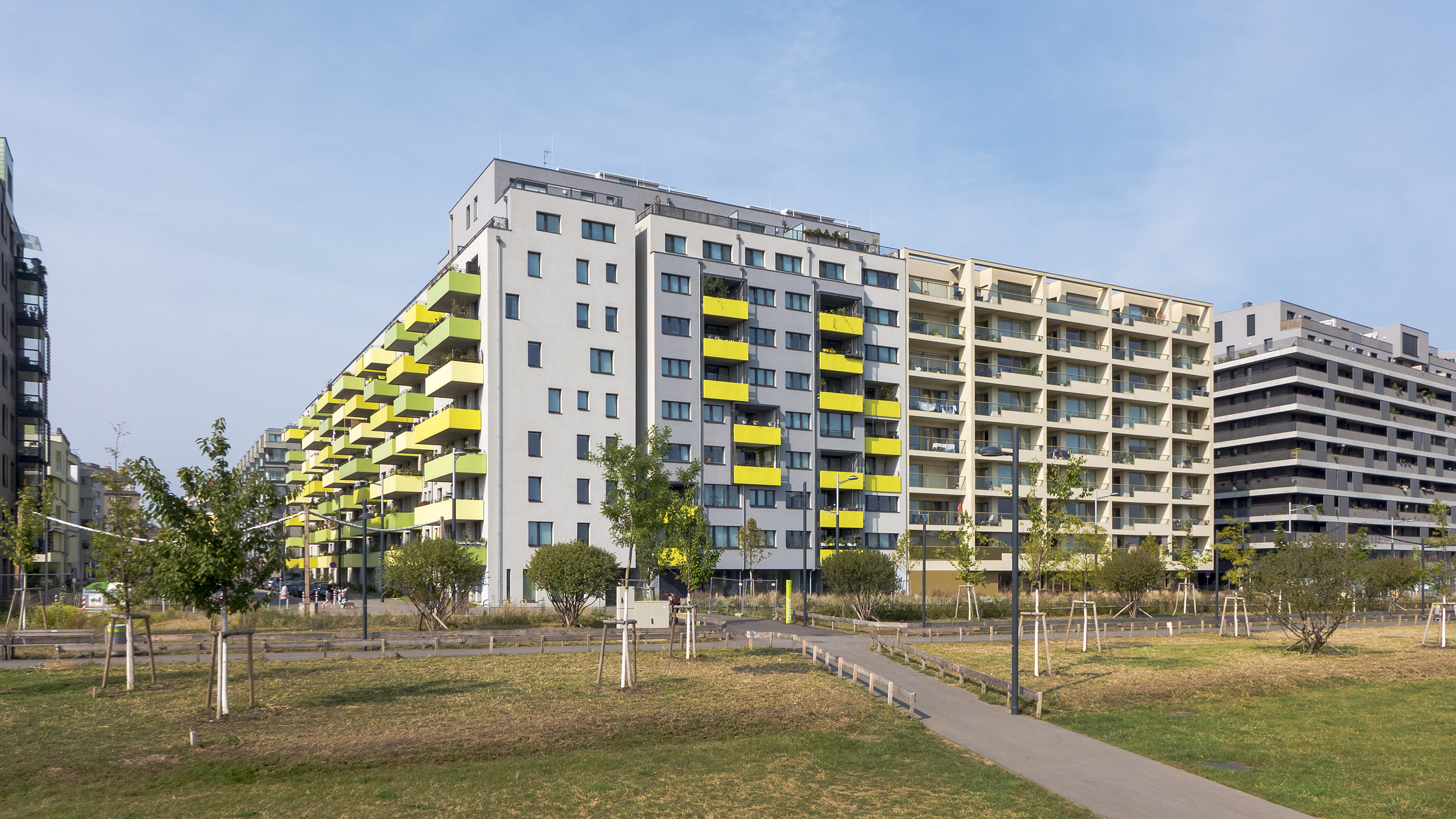
Das Sonnwendviertel beim Helmut-Zilk-Park

Durch den Abriss des Südbahnhofs, die Entfernung alter Gleisanlagen, die Absiedlung des Frachtenbahnhofs und die schlankere Anordnung des neuen Bahnhofs entstanden große Freiflächen. Von der Gesamtfläche des alten Bahnhofsareals, 109 Hektar, entfallen nunmehr etwa 50 Hektar auf den neuen Bahnhof samt Zufahrtsgleisen, etwa 25 Hektar auf das Quartier Belvedere und etwa 34 Hektar auf das Sonnwendviertel.

## Kritik
Kritiker bemängeln hauptsächlich das städtebauliche und architektonische Programm des zukünftigen Hauptbahnhofareals.

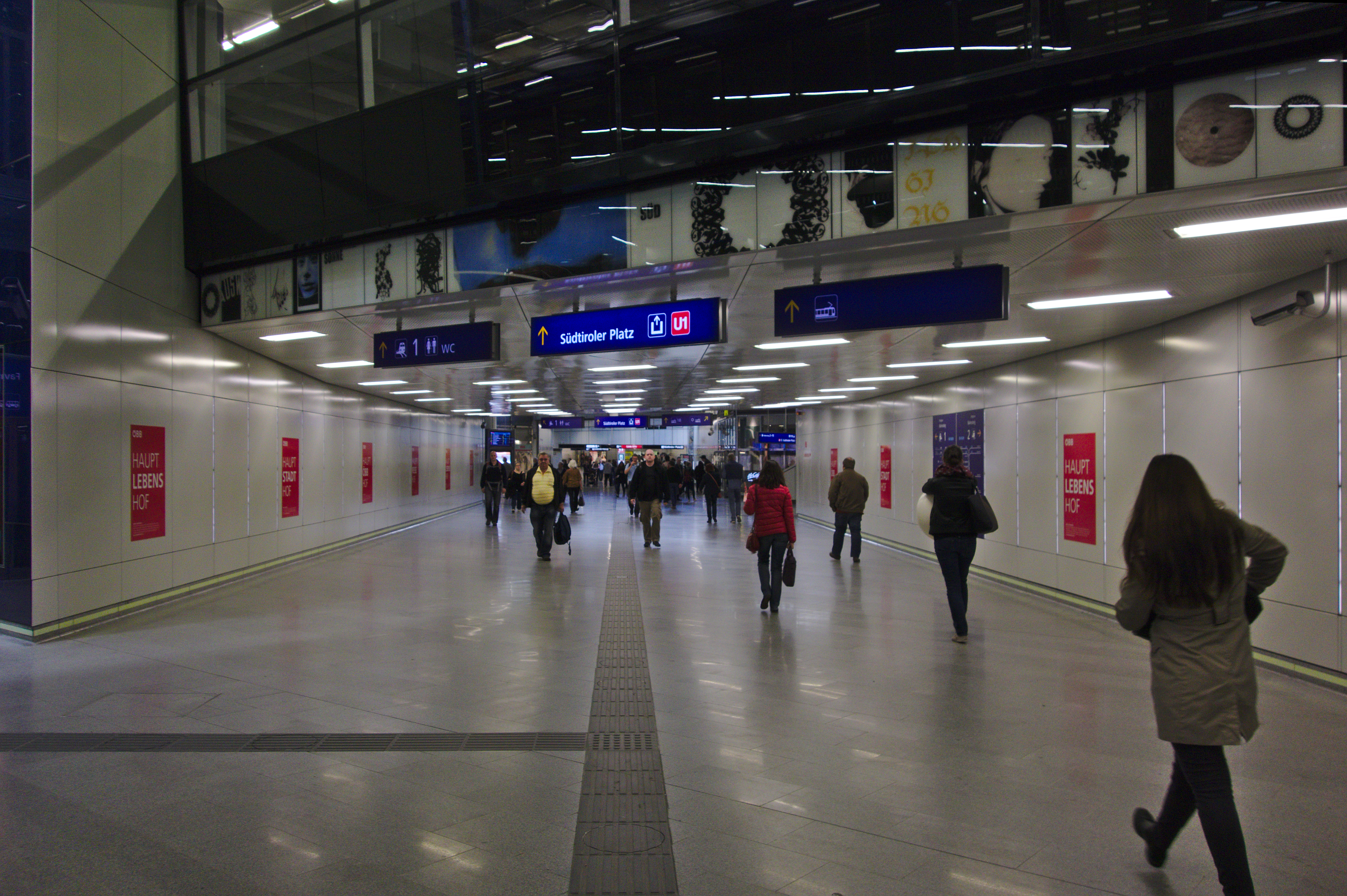
Der Weg vom Hauptbahnhof zur U1 wurde als zu lang kritisiert.

- So wurde im Hauptbahnhof ein Einkaufszentrum mit über 100 Geschäften angesiedelt. Dies könnte sich nach Meinung des Stadtplaners Reinhard Seiß nachteilig auf die gefestigte umliegende Einzelhandelsinfrastruktur (insbesondere die Favoritenstraße) auswirken. Vor allem wird bemängelt, dass das Einkaufen im Hauptbahnhof eine dominierendere Stellung einnehmen könnte als die eigentliche Bahnhofsfunktion. Der österreichische Architekt und Publizist Stephan Templ brachte diese Kritik an der Umkehr von Haupt- und Nebensache auf den Punkt: „Der Bau ist eine Shoppingmall mit Haltestellenfunktion.“[64][65][66]
- Der Verkehrsplaner Hermann Knoflacher bemängelte, die Bahnsteiggleise im Hauptbahnhof würden nicht ausreichen, um den Fahrgaststrom im Fall einer Zunahme der Fahrgastzahlen zu bewältigen. Auch wären zu wenig bauliche „Pufferflächen“ für eventuelle zukünftige Bahnsteigausbauten vorgesehen. Der Hauptbahnhof könnte so zu einem Nadelöhr im Schienenverkehr werden.[65]
- Problematisiert wird auch die Anbindung an das öffentliche Verkehrsnetz. So fährt nur eine U-Bahn-Linie (die U1) den Hauptbahnhof an. Die Wegzeit von der U-Bahn-Station zum Hauptbahnhof (ca. 6,5 min, rund 440 m) wird vom Rechnungshof und vom EU-Verkehrspolitiker Michael Cramer kritisiert.[67][68] Eine Netzanalyse hat ergeben, dass sich durch den Einfluss des Hauptbahnhofs auf das Wiener U-Bahn-Netz die U-Bahn-Linien U1 und U6 ihren Auslastungsgrenzen nähern werden und dass über das Jahr 2025 hinaus eine ausreichende Betriebsqualität nicht mehr sicherzustellen sei.[69] Die Verlängerung der Linie U2 zum Hauptbahnhof, wie sie unter anderem von Hermann Knoflacher gefordert wurde,[70] ist nicht geplant.
- Der Rechnungshof äußerte sich kritisch über die geschätzten Kosten des Bauvorhabens und ihre Entwicklung.[71]

Kritiker halten die Abstell- und Behandlungsanlagen für unterdimensioniert. Die Kapazität reiche nicht aus, um den Bedarf an zu hinterstellenden Zügen zu decken. Daher würden zahlreiche am Hauptbahnhof endende Regionalzüge als Leerzüge zum Westbahnhof fahren. Die beiden Durchfahrtsgleise für Güterzüge könnten aufgrund mangelnder Kapazität in der morgendlichen und abendlichen Hauptverkehrszeit für jeweils dreieinhalb Stunden nicht von Güterzügen genutzt werden. Güterzüge würden dabei über Umleitungsstrecken geführt werden.